# Чемпионат СССР по хоккею с шайбой 1947/1948
Второй чемпионат СССР по хоккею с шайбой был разыгран с 14 декабря 1947 года по 19 февраля 1948 года (в два раз дольше прошлогоднего). В чемпионате участвовали 26 команд, разделённых на два по значимости дивизиона: Первую и Вторую группы. Победителем стал ЦДКА. Выдающегося результата добился форвард команды ЦДКА Всеволод Бобров: в 17 играх он провёл в ворота соперников 52 шайбы. Этот результат оставался рекордом чемпионатов 15 лет, пока в 1963 году армеец Вениамин Александров, проведя вдвое больше игр, не превысил его на одну шайбу.

## Подготовка к чемпионату
После первого чемпионата были проведены мероприятия по популяризации нового вида спорта. Игрокам, участвующим в первенстве, было запрещено играть в соревнованиях на кубок СССР по хоккею с мячом. Это решение вызвало отток игроков в новую разновидность хоккея, которая усиленно пропагандировалась, т.к. являлась олимпийским видом спорта, и оплата труда игроков в хоккее с шайбой проводилась по более высоким окладам, чем в хоккее с мячом. Проведены соревнования на первенство республик, областей и городов.
В правила были внесены поправки для их соответствия международным: 
- установлены новые размеры площадок (26х56 метров для всесоюзных соревнований и 30х60 для остальных игр)
- утверждены новая разметка и её расположение на площадке (введены линии ворот и средняя линия, иначе размечена площадь ворот)
- пересмотрено нахождение игрока «вне игры»: разрешался пас из своей зоны до средней линии и через среднюю линию в средней зоне
- увеличилась высота бортов до 0,9 м для всесоюзных соревнований
- заявка на матч увеличилась до 12 игроков, включая двух вратарей
- время периодов увеличилось с 15 до 20 минут
- было разрешено подыгрывать себе шайбу коньками во всех зонах
- из наказаний исключили штрафное время на 1 и 3 минуты, оставив 2, 5, 10 минут, ввели удаление до конца периода, пробитие штрафного броска (за нарушение при выходе «один на один») и дисквалификацию игроков

В Москве прошёл сбор судей и тренеров, участники которого «на местах» провели семинары по новым правилам.

## Первая группа
В главный турнир, где разыгрывались медали, было допущено 10 клубов. Команда занявшая последнее место переходила во Вторую группу. 

Из двенадцати участников прошлого чемпионата участвовало семь команд. Опыт в игры в канадский хоккей также имел каунасский «Спартак», часть игроков которого играла за команду Каунаса в прошлом сезоне. 

Предусматривалось проведение между каждыми командами домашнего и выездного матчей. Но с 30 января все матчи стали проводить в Москве. Таким образам из 91 матча (включая один аннулированный) 68 было проведено в Москве (все на стадионе «Динамо»), 8 в Ленинграде (стадионы «Динамо», «Большевик» и стадион Кировского завода), 6 в Таллине (стадион «Спартак»), 5 в Риге (стадион «Динамо») и 4 в Каунасе (Городской стадион). 

Борьбу за медали вели прошлогодние лидеры: «Динамо» Москва, ЦДКА, «Спартак» Москва и «Динамо» Рига. Сыграв в первом матче вничью с действующим чемпионом, и проиграв в четвёртом прошлогоднему бронзовому призёру, столичные армейцы не допустили больше ни одной осечки и одержали победу в турнире. Судьба бронзовых медалей решилась в последнем матче чемпионата между динамовцами Москвы и Риги.

Команда из Литвы не смогла одержать ни одной победы и выбыла из группы сильнейших.
| М  | Команда                 | 1        | 2        | 3       | 4        | 5       | 6       | 7        | 8        | 9        | 10      | И  | В  | Н | П  | Ш      | О  |
| -- | ----------------------- | -------- | -------- | ------- | -------- | ------- | ------- | -------- | -------- | -------- | ------- | -- | -- | - | -- | ------ | -- |
|    | ЦДКА                    | -        | 1:2 7:3  | 3:3 2:1 | 8:1 4:1  | 4:1 6:0 | 9:0 8:1 | 5:2 6:2  | 8:3 6:2  | 15:1 7:0 | 4:1 5:1 | 18 | 16 | 1 | 1  | 108-25 | 33 |
|    | «Спартак» Москва        | 2:1 3:7  | -        | 4:4 7:4 | 3:5 6:1  | 4:1 3:2 | 2:1 3:0 | 8:0 2:2  | 4:0 6:0  | 6:0 13:1 | 6:1 5:0 | 18 | 14 | 2 | 2  | 87-30  | 30 |
|    | «Динамо» Москва         | 3:3 1:2  | 4:4 4:7  | -       | 1:4 4:1  | 8:2 6:0 | 6:1 3:2 | 2:2 1:1  | 7:0 8:0  | 8:3 8:2  | 9:2 8:1 | 18 | 11 | 4 | 3  | 91-37  | 26 |
| 4  | «Динамо» Рига           | 1:8 1:4  | 5:3 1:6  | 4:1 1:4 | -        | 5:4 2:2 | 4:2 4:4 | 3:4 3:2  | 7:0 9:0  | 6:2 16:0 | 2:1 7:1 | 18 | 11 | 2 | 5  | 81-48  | 24 |
| 5  | «Динамо» Ленинград      | 1:4 0:6  | 1:4 2:3  | 2:8 0:6 | 4:5 2:2  | -       | 5:5 5:1 | 2:0 5:5  | 3:6 3:1  | 6:0 8:3  | 9:1 6:4 | 18 | 7  | 3 | 8  | 64-64  | 17 |
| 6  | «Крылья Советов» Москва | 0:9 1:8  | 1:2 0:3  | 1:6 2:3 | 2:4 4:4  | 5:5 1:5 | -       | 3:0 4:5  | 4:0 5:1  | 5:1 2:0  | 6:5 3:1 | 18 | 7  | 2 | 9  | 49-62  | 16 |
| 7  | ВВС МВО                 | 2:5 2:6  | 0:8 2:2  | 2:2 1:1 | 4:3 2:3  | 0:2 5:5 | 0:3 5:4 | -        | 10:2 2:1 | 2:4 1:3  | 2:1 1:1 | 18 | 5  | 5 | 8  | 43-56  | 15 |
| 8  | «Динамо» Таллин         | 3:8 2:6  | 0:4 0:6  | 0:7 0:8 | 0:7 0:9  | 6:3 1:3 | 0:4 1:5 | 2:10 1:2 | -        | 6:3 5:2  | 3:3 4:0 | 18 | 4  | 1 | 13 | 34-90  | 9  |
| 9  | «Дзержинец» Ленинград   | 1:15 0:7 | 0:6 1:13 | 3:8 2:8 | 2:6 0:16 | 0:6 3:8 | 1:5 0:2 | 4:2 3:1  | 3:6 2:5  | -        | 4:4 2:1 | 18 | 3  | 1 | 14 | 31-119 | 7  |
| 10 | «Спартак» Каунас        | 1:4 1:5  | 1:6 0:5  | 2:9 1:8 | 1:2 1:7  | 1:9 4:6 | 5:6 1:3 | 1:2 1:1  | 3:3 0:4  | 4:4 1:2  | -       | 18 | 0  | 3 | 15 | 29-86  | 3  |

| 14.12.1947 | «Динамо» Ленинград | 9:1 (1:1, 3:0, 5:0) | «Спартак» Каунас | Стадион «Большевик», Ленинград Зрителей: 2000 |

| Отчёт                                                   | Отчёт            | Отчёт         | Отчёт | Отчёт                                               |
| ------------------------------------------------------- | ---------------- | ------------- | ----- | --------------------------------------------------- |
|                                                         |                  |               |       |                                                     |
|                                                         | Михаил Янковский | Вратари       | ?     | Судьи: А.Зябликов (Ленинград) П.Батырев (Ленинград) |
|                                                         | Голы:            |               |       | Судьи: А.Зябликов (Ленинград) П.Батырев (Ленинград) |
| А.Алов (3), Вас.Фёдоров (2), Д.Фёдоров (2), Вал.Фёдоров | 0:1 :1 2-9:1     | З.Ганусаускас |       | Судьи: А.Зябликов (Ленинград) П.Батырев (Ленинград) |
|                                                         |                  |               |       | Судьи: А.Зябликов (Ленинград) П.Батырев (Ленинград) |
|                                                         |                  |               |       | Судьи: А.Зябликов (Ленинград) П.Батырев (Ленинград) |
|                                                         |                  |               |       | Судьи: А.Зябликов (Ленинград) П.Батырев (Ленинград) |
|                                                         |                  |               |       | Судьи: А.Зябликов (Ленинград) П.Батырев (Ленинград) |
|                                                         |                  |               |       |                                                     |

| 15.12.1947 | «Дзержинец» Ленинград | 3:6 (1:1, 0:2, 2:3) | «Динамо» Таллин | Стадион «Большевик», Ленинград Зрителей: 1000 |

| Отчёт                           | Отчёт                              | Отчёт                                    | Отчёт     | Отчёт                                         |
| ------------------------------- | ---------------------------------- | ---------------------------------------- | --------- | --------------------------------------------- |
|                                 |                                    |                                          |           |                                               |
|                                 | ?                                  | Вратари                                  | Карл Лиив | Судьи: Н.Усов (Ленинград) П.Попов (Ленинград) |
|                                 | Голы:                              |                                          |           | Судьи: Н.Усов (Ленинград) П.Попов (Ленинград) |
| М.Гащенков Н.Комаров А.Богданов | 0:1 :1 1:2 1:3 2:3 3:3 3:4 3:5 3:6 | Х.Арен Э.Ильвес А.Пяллу Х.Арен Л.Ряммаль |           | Судьи: Н.Усов (Ленинград) П.Попов (Ленинград) |
|                                 |                                    |                                          |           | Судьи: Н.Усов (Ленинград) П.Попов (Ленинград) |
|                                 |                                    |                                          |           | Судьи: Н.Усов (Ленинград) П.Попов (Ленинград) |
|                                 |                                    |                                          |           | Судьи: Н.Усов (Ленинград) П.Попов (Ленинград) |
|                                 |                                    |                                          |           | Судьи: Н.Усов (Ленинград) П.Попов (Ленинград) |
|                                 |                                    |                                          |           |                                               |

| 17.12.1947 17:00 | ВВС МВО Москва | 4:3 (2:2, 0:0, 2:1) | «Динамо» Рига | Стадион «Динамо», Москва Зрителей: 3000 |

| Отчёт                               | Отчёт                      | Отчёт                             | Отчёт | Отчёт                                        |
| ----------------------------------- | -------------------------- | --------------------------------- | ----- | -------------------------------------------- |
|                                     |                            |                                   |       |                                              |
|                                     | Евгений Ф. Воронин         | Вратари                           | ?     | Судьи: И.Широков (Москва) А.Балашов (Москва) |
|                                     | Голы:                      |                                   |       | Судьи: И.Широков (Москва) А.Балашов (Москва) |
| А.Чаплинский А.Моисеев Ю.Жибуртович | 0:1 :1 2:1 2:2 3:2 4:2 4:3 | Р.Шульманис Р.Пакалнс Х.Витолиньш |       | Судьи: И.Широков (Москва) А.Балашов (Москва) |
|                                     | Буллиты:                   |                                   |       | Судьи: И.Широков (Москва) А.Балашов (Москва) |
|                                     |                            | Р.Шульманис                       |       | Судьи: И.Широков (Москва) А.Балашов (Москва) |
|                                     |                            |                                   |       | Судьи: И.Широков (Москва) А.Балашов (Москва) |
|                                     |                            |                                   |       | Судьи: И.Широков (Москва) А.Балашов (Москва) |
|                                     |                            |                                   |       |                                              |

| 17.12.1947 19:00 | ЦДКА Москва | 3:3 (0:1, 2:1, 1:1) | «Динамо» Москва | Стадион «Динамо», Москва Зрителей: 6000 |

| Отчёт                | Отчёт                 | Отчёт                                               | Отчёт         | Отчёт                                      |
| -------------------- | --------------------- | --------------------------------------------------- | ------------- | ------------------------------------------ |
|                      |                       |                                                     |               |                                            |
|                      | Борис Афанасьев       | Вратари                                             | Павел Забелин | Судьи: С.Савин (Москва) М.Белянин (Москва) |
|                      | Голы:                 |                                                     |               | Судьи: С.Савин (Москва) М.Белянин (Москва) |
| Е.Бабич В.Бобров 53' | 0:1 :1 2:1 2:2 2:3 :3 | 6' В.Трофимов 38' Н.Поставнин (бол.) 52' Н.Медведев |               | Судьи: С.Савин (Москва) М.Белянин (Москва) |
|                      |                       |                                                     |               | Судьи: С.Савин (Москва) М.Белянин (Москва) |
|                      |                       |                                                     |               | Судьи: С.Савин (Москва) М.Белянин (Москва) |
|                      |                       |                                                     |               | Судьи: С.Савин (Москва) М.Белянин (Москва) |
|                      |                       |                                                     |               | Судьи: С.Савин (Москва) М.Белянин (Москва) |
|                      |                       |                                                     |               |                                            |

| 17.12.1947 | «Динамо» Ленинград | 3:6 (1:1, 1:2, 1:3) | «Динамо» Таллин | Стадион «Динамо», Ленинград Зрителей: 1000 |

| Отчёт             | Отчёт                              | Отчёт                                               | Отчёт     | Отчёт                                          |
| ----------------- | ---------------------------------- | --------------------------------------------------- | --------- | ---------------------------------------------- |
|                   |                                    |                                                     |           |                                                |
|                   | ?                                  | Вратари                                             | Карл Лиив | Судьи: П.Родионов (Ленинград) Э.Волгаст (Рига) |
|                   | Голы:                              |                                                     |           | Судьи: П.Родионов (Ленинград) Э.Волгаст (Рига) |
| А.Алов Д. Фёдоров | 0:1 :1 2:1 2:2 2:3 2:4 2:5 2:6 3:6 | Х.Арен О.Ряммаль А.Пяллу Х.Арен Л.Ряммаль Л.Ряммаль |           | Судьи: П.Родионов (Ленинград) Э.Волгаст (Рига) |
|                   |                                    |                                                     |           | Судьи: П.Родионов (Ленинград) Э.Волгаст (Рига) |
|                   |                                    |                                                     |           | Судьи: П.Родионов (Ленинград) Э.Волгаст (Рига) |
|                   |                                    |                                                     |           | Судьи: П.Родионов (Ленинград) Э.Волгаст (Рига) |
|                   |                                    |                                                     |           | Судьи: П.Родионов (Ленинград) Э.Волгаст (Рига) |
|                   |                                    |                                                     |           |                                                |

| 18.12.1947 19:00 | «Крылья Советов» Москва | 1:2 (0:0, 0:2, 1:0) | «Спартак» Москва | Стадион «Динамо», Москва Зрителей: 3000 |

| Отчёт   | Отчёт           | Отчёт               | Отчёт          | Отчёт                                         |
| ------- | --------------- | ------------------- | -------------- | --------------------------------------------- |
|         |                 |                     |                |                                               |
|         | Борис Запрягаев | Вратари             | Дмитрий Петров | Судьи: В.Моргунов (Москва) М.Белянин (Москва) |
|         | Голы:           |                     |                | Судьи: В.Моргунов (Москва) М.Белянин (Москва) |
| П.Котов | 0:1 0:2 1:2     | З.Зикмунд Ю.Тарасов |                | Судьи: В.Моргунов (Москва) М.Белянин (Москва) |
|         |                 |                     |                | Судьи: В.Моргунов (Москва) М.Белянин (Москва) |
|         |                 |                     |                | Судьи: В.Моргунов (Москва) М.Белянин (Москва) |
|         |                 |                     |                | Судьи: В.Моргунов (Москва) М.Белянин (Москва) |
|         |                 |                     |                | Судьи: В.Моргунов (Москва) М.Белянин (Москва) |
|         |                 |                     |                |                                               |

| 18.12.1947 | «Дзержинец» Ленинград | 4:4 (2:0, 1:2, 1:2) | «Спартак» Каунас | Стадион «Динамо», Ленинград Зрителей: 1000 |

| Отчёт                 | Отчёт                           | Отчёт                                            | Отчёт | Отчёт                                   |
| --------------------- | ------------------------------- | ------------------------------------------------ | ----- | --------------------------------------- |
|                       |                                 |                                                  |       |                                         |
|                       | Борис Мельчарик                 | Вратари                                          | ?     | Судьи: С.Савин (Москва) Э.Саар (Таллин) |
|                       | Голы:                           |                                                  |       | Судьи: С.Савин (Москва) Э.Саар (Таллин) |
| М.Гащенков М.Журавлёв | 1:0 2:0 3:0 3:1 3:2 4:2 4:3 4:4 | З.Ганусаускас Б.Мельчарик (автогол) А.Люткявичюс |       | Судьи: С.Савин (Москва) Э.Саар (Таллин) |
|                       |                                 |                                                  |       | Судьи: С.Савин (Москва) Э.Саар (Таллин) |
|                       |                                 |                                                  |       | Судьи: С.Савин (Москва) Э.Саар (Таллин) |
|                       |                                 |                                                  |       | Судьи: С.Савин (Москва) Э.Саар (Таллин) |
|                       |                                 |                                                  |       | Судьи: С.Савин (Москва) Э.Саар (Таллин) |
|                       |                                 |                                                  |       |                                         |

| 19.12.1947 19:00 | ВВС МВО Москва | 2:5 (0:0, 2:3, 0:2) | ЦДКА Москва | Стадион «Динамо», Москва Зрителей: 1000 |

| Отчёт                        | Отчёт                       | Отчёт                                                | Отчёт                               | Отчёт                                        |
| ---------------------------- | --------------------------- | ---------------------------------------------------- | ----------------------------------- | -------------------------------------------- |
|                              |                             |                                                      |                                     |                                              |
|                              | Евгений Ф. Воронин          | Вратари                                              | Борис Афанасьев (Григорий Мкртычан) | Судьи: И.Широков (Москва) А.Балашов (Москва) |
|                              | Голы:                       |                                                      |                                     | Судьи: И.Широков (Москва) А.Балашов (Москва) |
| А.Афонькин (бол.) А.Афонькин | 1:0 2:0 2:1 2:2 2:3 2:4 2:5 | В.Бобров Е.Бабич В.Бобров (бол.) В.Веневцев В.Бобров |                                     | Судьи: И.Широков (Москва) А.Балашов (Москва) |
|                              |                             |                                                      |                                     | Судьи: И.Широков (Москва) А.Балашов (Москва) |
|                              |                             |                                                      |                                     | Судьи: И.Широков (Москва) А.Балашов (Москва) |
|                              |                             |                                                      |                                     | Судьи: И.Широков (Москва) А.Балашов (Москва) |
|                              |                             |                                                      |                                     | Судьи: И.Широков (Москва) А.Балашов (Москва) |
|                              |                             |                                                      |                                     |                                              |

| 20.12.1947 17:00 | «Спартак» Москва | 3:5 (1:3, 0:1, 2:1) | «Динамо» Рига | Стадион «Динамо», Москва Зрителей: 5000 |

| Отчёт                         | Отчёт                           | Отчёт                                       | Отчёт         | Отчёт                                       |
| ----------------------------- | ------------------------------- | ------------------------------------------- | ------------- | ------------------------------------------- |
|                               |                                 |                                             |               |                                             |
|                               | ?                               | Вратари                                     | Харий Меллупс | Судьи: С.Савин (Москва) В.Моргунов (Москва) |
|                               | Голы:                           |                                             |               | Судьи: С.Савин (Москва) В.Моргунов (Москва) |
| И.Новиков Ю.Тарасов И.Новиков | 0:1 0:2 0:3 1:3 1:4 2:4 2:5 3:5 | Э.Клавс 14' А.Егерс Р.Шульманис В.Шульманис |               | Судьи: С.Савин (Москва) В.Моргунов (Москва) |
|                               |                                 |                                             |               | Судьи: С.Савин (Москва) В.Моргунов (Москва) |
|                               |                                 |                                             |               | Судьи: С.Савин (Москва) В.Моргунов (Москва) |
|                               |                                 |                                             |               | Судьи: С.Савин (Москва) В.Моргунов (Москва) |
|                               |                                 |                                             |               | Судьи: С.Савин (Москва) В.Моргунов (Москва) |
|                               |                                 |                                             |               |                                             |

| 20.12.1947 19:00 | «Крылья Советов» Москва | 1:6 (1:2, 0:3, 0:1) | «Динамо» Москва | Стадион «Динамо», Москва Зрителей: 4000 |

| Отчёт     | Отчёт                       | Отчёт                                                              | Отчёт         | Отчёт                                        |
| --------- | --------------------------- | ------------------------------------------------------------------ | ------------- | -------------------------------------------- |
|           |                             |                                                                    |               |                                              |
|           | Борис Запрягаев             | Вратари                                                            | Павел Забелин | Судьи: А.Балашов (Москва) М.Белянин (Москва) |
|           | Голы:                       |                                                                    |               | Судьи: А.Балашов (Москва) М.Белянин (Москва) |
| А.Гурышев | 0:1 0:2 1:2 1:3 1:4 1:5 1:6 | О.Толмачёв Н.Медведев Н.Поставнин В.Трофимов Н.Медведев О.Толмачёв |               | Судьи: А.Балашов (Москва) М.Белянин (Москва) |
|           |                             |                                                                    |               | Судьи: А.Балашов (Москва) М.Белянин (Москва) |
|           |                             |                                                                    |               | Судьи: А.Балашов (Москва) М.Белянин (Москва) |
|           |                             |                                                                    |               | Судьи: А.Балашов (Москва) М.Белянин (Москва) |
|           |                             |                                                                    |               | Судьи: А.Балашов (Москва) М.Белянин (Москва) |
|           |                             |                                                                    |               |                                              |

| 21.12.1947 13:30 | ВВС МВО Москва | 2:1 (1:0, 0:1, 1:0) | «Спартак» Каунас | Стадион «Динамо», Москва Зрителей: 2000 |

| Отчёт                | Отчёт              | Отчёт         | Отчёт | Отчёт                                         |
| -------------------- | ------------------ | ------------- | ----- | --------------------------------------------- |
|                      |                    |               |       |                                               |
|                      | Евгений Ф. Воронин | Вратари       | ?     | Судьи: Н.Казаков (Москва) М.Дмитриев (Москва) |
|                      | Голы:              |               |       | Судьи: Н.Казаков (Москва) М.Дмитриев (Москва) |
| А.Афонькин А.Моисеев | 1:0 1:1 2:1        | З.Ганусаускас |       | Судьи: Н.Казаков (Москва) М.Дмитриев (Москва) |
|                      |                    |               |       | Судьи: Н.Казаков (Москва) М.Дмитриев (Москва) |
|                      |                    |               |       | Судьи: Н.Казаков (Москва) М.Дмитриев (Москва) |
|                      |                    |               |       | Судьи: Н.Казаков (Москва) М.Дмитриев (Москва) |
|                      |                    |               |       | Судьи: Н.Казаков (Москва) М.Дмитриев (Москва) |
|                      |                    |               |       |                                               |

| 22.12.1947 | «Динамо» Ленинград | 4:5 (1:2, 3:2, 0:1) | «Динамо» Рига | Стадион «Динамо», Ленинград Зрителей: 1500 |

| Отчёт     | Отчёт                           | Отчёт    | Отчёт | Отчёт                           |
| --------- | ------------------------------- | -------- | ----- | ------------------------------- |
|           |                                 |          |       |                                 |
|           | Владимир Башкиров               | Вратари  | ?     | Судьи: А.Зябликов (Ленинград) = |
|           | Голы:                           |          |       | Судьи: А.Зябликов (Ленинград) = |
| Д.Фёдоров | 0:1 :1 1:2 :2 2:3 :3 3:4 :4 4:5 | Э.Баурис |       | Судьи: А.Зябликов (Ленинград) = |
|           |                                 |          |       | Судьи: А.Зябликов (Ленинград) = |
|           |                                 |          |       | Судьи: А.Зябликов (Ленинград) = |
|           |                                 |          |       | Судьи: А.Зябликов (Ленинград) = |
|           |                                 |          |       | Судьи: А.Зябликов (Ленинград) = |
|           |                                 |          |       |                                 |

| 22.12.1947 | «Спартак» Москва | 4:0 (1:0, 3:0, 0:0) | «Динамо» Таллин | Стадион «Динамо», Москва Зрителей: 6000 |

| Отчёт                                                  | Отчёт           | Отчёт   | Отчёт     | Отчёт                                         |
| ------------------------------------------------------ | --------------- | ------- | --------- | --------------------------------------------- |
|                                                        |                 |         |           |                                               |
|                                                        | Дмитрий Петров  | Вратари | Карл Лиив | Судьи: А.Балашов (Москва) М.Дмитриев (Москва) |
|                                                        | Голы:           |         |           | Судьи: А.Балашов (Москва) М.Дмитриев (Москва) |
| И.Новиков 7' И.Новиков Ю.Тарасов (И.Новиков) И.Новиков | 1:0 2:0 3:0 4:0 |         |           | Судьи: А.Балашов (Москва) М.Дмитриев (Москва) |
|                                                        |                 |         |           | Судьи: А.Балашов (Москва) М.Дмитриев (Москва) |
|                                                        |                 |         |           | Судьи: А.Балашов (Москва) М.Дмитриев (Москва) |
|                                                        |                 |         |           | Судьи: А.Балашов (Москва) М.Дмитриев (Москва) |
| 0 мин                                                  | Штраф           | 0 мин   |           | Судьи: А.Балашов (Москва) М.Дмитриев (Москва) |
|                                                        |                 |         |           |                                               |
|                                                        |                 |         |           |                                               |

| 22.12.1947 | ЦДКА Москва | 9:0 (2:0, 3:0, 4:0) | «Крылья Советов» Москва | Стадион «Динамо», Москва Зрителей: 3000 |

| Отчёт                                                                      | Отчёт                               | Отчёт   | Отчёт           | Отчёт                                         |
| -------------------------------------------------------------------------- | ----------------------------------- | ------- | --------------- | --------------------------------------------- |
|                                                                            |                                     |         |                 |                                               |
|                                                                            | ?                                   | Вратари | Борис Запрягаев | Судьи: И.Широков (Москва) В.Моргунов (Москва) |
|                                                                            | Голы:                               |         |                 | Судьи: И.Широков (Москва) В.Моргунов (Москва) |
| В.Веневцев В.Бобров А.Тарасов В.Бобров Е.Бабич В.Бобров М.Орехов А.Тарасов | 1:0 2:0 3:0 4:0 5:0 6:0 7:0 8:0 9:0 |         |                 | Судьи: И.Широков (Москва) В.Моргунов (Москва) |
|                                                                            |                                     |         |                 | Судьи: И.Широков (Москва) В.Моргунов (Москва) |
|                                                                            |                                     |         |                 | Судьи: И.Широков (Москва) В.Моргунов (Москва) |
|                                                                            |                                     |         |                 | Судьи: И.Широков (Москва) В.Моргунов (Москва) |
|                                                                            |                                     |         |                 | Судьи: И.Широков (Москва) В.Моргунов (Москва) |
|                                                                            |                                     |         |                 |                                               |

| 24.12.1947 | «Дзержинец» Ленинград | 2:6 (1:2, 1:0, 0:4) | «Динамо» Рига | Стадион Кировского завода, Ленинград Зрителей: 1000 |

| Отчёт      | Отчёт                           | Отчёт                                | Отчёт         | Отчёт                                         |
| ---------- | ------------------------------- | ------------------------------------ | ------------- | --------------------------------------------- |
|            |                                 |                                      |               |                                               |
|            | Николай Финк                    | Вратари                              | Харий Меллупс | Судьи: П.Попов (Ленинград) М.Белянин (Москва) |
|            | Голы:                           |                                      |               | Судьи: П.Попов (Ленинград) М.Белянин (Москва) |
| М.Гащенков | 0:1 0:2 1:2 2:2 2:3 2:4 2:5 2:6 | Э.Баурис Э.Клавс В.Шульманис Э.Клавс |               | Судьи: П.Попов (Ленинград) М.Белянин (Москва) |
|            |                                 |                                      |               | Судьи: П.Попов (Ленинград) М.Белянин (Москва) |
|            |                                 |                                      |               | Судьи: П.Попов (Ленинград) М.Белянин (Москва) |
|            |                                 |                                      |               | Судьи: П.Попов (Ленинград) М.Белянин (Москва) |
|            |                                 |                                      |               | Судьи: П.Попов (Ленинград) М.Белянин (Москва) |
|            |                                 |                                      |               |                                               |

| 24.12.1947 | «Спартак» Москва | 6:1 (3:1, 1:0, 2:0) | «Спартак» Каунас | Стадион «Динамо», Москва Зрителей: 3000 |

| Отчёт                                                                   | Отчёт                       | Отчёт         | Отчёт | Отчёт                                        |
| ----------------------------------------------------------------------- | --------------------------- | ------------- | ----- | -------------------------------------------- |
|                                                                         |                             |               |       |                                              |
|                                                                         | Николай Исаев               | Вратари       | ?     | Судьи: М.Дмитриев (Москва) В.Щербов (Москва) |
|                                                                         | Голы:                       |               |       | Судьи: М.Дмитриев (Москва) В.Щербов (Москва) |
| А.Сеглин 4' И.Новиков З.Зикмунд (А.Сеглин) Б.Соколов З.Зикмунд А.Сеглин | 1:0 1:1 2:1 3:1 4:1 5:1 6:1 | З.Ганусаускас |       | Судьи: М.Дмитриев (Москва) В.Щербов (Москва) |
|                                                                         |                             |               |       | Судьи: М.Дмитриев (Москва) В.Щербов (Москва) |
|                                                                         |                             |               |       | Судьи: М.Дмитриев (Москва) В.Щербов (Москва) |
|                                                                         |                             |               |       | Судьи: М.Дмитриев (Москва) В.Щербов (Москва) |
|                                                                         |                             |               |       | Судьи: М.Дмитриев (Москва) В.Щербов (Москва) |
|                                                                         |                             |               |       |                                              |

| 24.12.1947 | «Динамо» Москва | 8:2 (2:2, 3:0, 3:0) | «Динамо» Ленинград | Стадион «Динамо», Москва Зрителей: 5000 |

| Отчёт                                                                  | Отчёт                | Отчёт                              | Отчёт             | Отчёт                                  |
| ---------------------------------------------------------------------- | -------------------- | ---------------------------------- | ----------------- | -------------------------------------- |
|                                                                        |                      |                                    |                   |                                        |
|                                                                        | Павел Забелин        | Вратари                            | Владимир Башкиров | Судьи: Э.Саар (Таллин) О.Кони (Таллин) |
|                                                                        | Голы:                |                                    |                   | Судьи: Э.Саар (Таллин) О.Кони (Таллин) |
| В.Трофимов Н.Поставнин 19' В.Трофимов (3), Н.Поставнин (2), Н.Медведев | 1:0 1:1 1:2 :2 3-8:2 | Д.Фёдоров (бол.) Е.Стариков (бол.) |                   | Судьи: Э.Саар (Таллин) О.Кони (Таллин) |
|                                                                        |                      |                                    |                   | Судьи: Э.Саар (Таллин) О.Кони (Таллин) |
|                                                                        |                      |                                    |                   | Судьи: Э.Саар (Таллин) О.Кони (Таллин) |
|                                                                        |                      |                                    |                   | Судьи: Э.Саар (Таллин) О.Кони (Таллин) |
|                                                                        |                      |                                    |                   | Судьи: Э.Саар (Таллин) О.Кони (Таллин) |
|                                                                        |                      |                                    |                   |                                        |

| 25.12.1947 | ВВС МВО Москва | 10:2 (3:1, 2:1, 5:0) | «Динамо» Таллин | Стадион «Динамо», Москва Зрителей: 1000 |

| Отчёт                                                                                     | Отчёт                                           | Отчёт     | Отчёт       | Отчёт                                         |
| ----------------------------------------------------------------------------------------- | ----------------------------------------------- | --------- | ----------- | --------------------------------------------- |
|                                                                                           |                                                 |           |             |                                               |
|                                                                                           | Евгений Ф. Воронин                              | Вратари   | Георг Крулл | Судьи: И.Широков (Москва) В.Моргунов (Москва) |
|                                                                                           | Голы:                                           |           |             | Судьи: И.Широков (Москва) В.Моргунов (Москва) |
| А.Моисеев А.Афонькин А.Виноградов (А.Архипов) А.Виноградов А.Архипов А.Афонькин А.Моисеев | 0:1 :1 2:1 3:1 3:2 4:2 5:2 6:2 7:2 8:2 9:2 10:2 | Л.Ряммаль |             | Судьи: И.Широков (Москва) В.Моргунов (Москва) |
|                                                                                           |                                                 |           |             | Судьи: И.Широков (Москва) В.Моргунов (Москва) |
|                                                                                           |                                                 |           |             | Судьи: И.Широков (Москва) В.Моргунов (Москва) |
|                                                                                           |                                                 |           |             | Судьи: И.Широков (Москва) В.Моргунов (Москва) |
|                                                                                           |                                                 |           |             | Судьи: И.Широков (Москва) В.Моргунов (Москва) |
|                                                                                           |                                                 |           |             |                                               |

| 26.12.1947 | «Крылья Советов» Москва | 5:5 (2:2, 2:2, 1:1) | «Динамо» Ленинград | Стадион «Динамо», Москва Зрителей: 1000 |

| Отчёт                                       | Отчёт                                   | Отчёт                                                     | Отчёт             | Отчёт                                       |
| ------------------------------------------- | --------------------------------------- | --------------------------------------------------------- | ----------------- | ------------------------------------------- |
|                                             |                                         |                                                           |                   |                                             |
|                                             | Борис Запрягаев                         | Вратари                                                   | Владимир Башкиров | Судьи: В.Моргунов (Москва) С.Савин (Москва) |
|                                             | Голы:                                   |                                                           |                   | Судьи: В.Моргунов (Москва) С.Савин (Москва) |
| А.Гурышев П.Котов С.Митин А.Гурышев С.Митин | 0:1 0:2 1:2 2:2 2:3 2:4 3:4 4:4 5:4 5:5 | 1' А.Викторов А.Викторов А.Викторов А.Викторов Е.Стариков |                   | Судьи: В.Моргунов (Москва) С.Савин (Москва) |
|                                             |                                         |                                                           |                   | Судьи: В.Моргунов (Москва) С.Савин (Москва) |
|                                             |                                         |                                                           |                   | Судьи: В.Моргунов (Москва) С.Савин (Москва) |
|                                             |                                         |                                                           |                   | Судьи: В.Моргунов (Москва) С.Савин (Москва) |
|                                             |                                         |                                                           |                   | Судьи: В.Моргунов (Москва) С.Савин (Москва) |
|                                             |                                         |                                                           |                   |                                             |

| 27.12.1947 | «Динамо» Москва | 8:3 (5:0, 1:1, 2:2) | «Дзержинец» Ленинград | Стадион «Динамо», Москва |

| Отчёт                                                   | Отчёт                                       | Отчёт   | Отчёт | Отчёт |
| ------------------------------------------------------- | ------------------------------------------- | ------- | ----- | ----- |
|                                                         |                                             |         |       |       |
|                                                         | Павел Забелин                               | Вратари | ?     |       |
|                                                         | Голы:                                       |         |       |       |
| В.Трофимов (4), Н.Поставнин (2), Н.Медведев, О.Толмачёв | 1:0 2:0 3:0 4:0 5:0 5:1 6:1 6:2 7:2 7:3 8:3 | ?       |       |       |
|                                                         |                                             |         |       |       |
|                                                         |                                             |         |       |       |
|                                                         |                                             |         |       |       |
|                                                         |                                             |         |       |       |
|                                                         |                                             |         |       |       |

| 27.12.1947 | ЦДКА Москва | 1:2 (0:1, 0:1, 1:0) | «Спартак» Москва | Стадион «Динамо», Москва |

| Отчёт        | Отчёт             | Отчёт                                         | Отчёт         | Отчёт                                      |
| ------------ | ----------------- | --------------------------------------------- | ------------- | ------------------------------------------ |
|              |                   |                                               |               |                                            |
|              | Григорий Мкртычан | Вратари                                       | Николай Исаев | Судьи: С.Савин (Москва) М.Белянин (Москва) |
|              | Голы:             |                                               |               | Судьи: С.Савин (Москва) М.Белянин (Москва) |
| В.Бобров 55' | 0:1 0:2 1:2       | 3' З.Зикмунд И.Новиков (В.Захаров, Ю.Тарасов) |               | Судьи: С.Савин (Москва) М.Белянин (Москва) |
|              |                   |                                               |               | Судьи: С.Савин (Москва) М.Белянин (Москва) |
|              |                   |                                               |               | Судьи: С.Савин (Москва) М.Белянин (Москва) |
|              |                   |                                               |               | Судьи: С.Савин (Москва) М.Белянин (Москва) |
|              |                   |                                               |               | Судьи: С.Савин (Москва) М.Белянин (Москва) |
|              |                   |                                               |               |                                            |

| 29.12.1947 | ВВС МВО Москва | 0:2 (0:1, 0:1, 0:0) | «Динамо» Ленинград | Стадион «Динамо», Москва |

| Отчёт | Отчёт   | Отчёт                                    | Отчёт | Отчёт |
| ----- | ------- | ---------------------------------------- | ----- | ----- |
|       |         |                                          |       |       |
|       |         |                                          |       |       |
|       | Голы:   |                                          |       |       |
|       | 0:1 0:2 | 10' А.Викторов (Вас.Фёдоров) Вал.Фёдоров |       |       |
|       |         |                                          |       |       |
|       |         |                                          |       |       |
|       |         |                                          |       |       |
|       |         |                                          |       |       |
|       |         |                                          |       |       |

| 30.12.1947 | ЦДКА Москва | 15:1 (5:1, 6:0, 4:0) | «Дзержинец» Ленинград | Стадион «Динамо», Москва Зрителей: 2000 |

| Отчёт                                                                     | Отчёт | Отчёт     | Отчёт | Отчёт                                         |
| ------------------------------------------------------------------------- | ----- | --------- | ----- | --------------------------------------------- |
|                                                                           |       |           |       |                                               |
|                                                                           |       |           |       | Судьи: С.Савин (Москва) Н.Канунников (Москва) |
|                                                                           | Голы: |           |       |                                               |
| В.Бобров (5), А.Тарасов (4), Е.Бабич (3), В.Веневцев, В.Давыдов, М.Орехов | -     | А.Сорокин |       |                                               |
|                                                                           |       |           |       |                                               |
|                                                                           |       |           |       |                                               |
|                                                                           |       |           |       |                                               |
|                                                                           |       |           |       |                                               |
|                                                                           |       |           |       |                                               |

| 31.12.1947 | «Динамо» Москва | 4:4 (1:0, 1:2, 2:2) | «Спартак» Москва | Стадион «Динамо», Москва Зрителей: 12 000 |

| Отчёт                                                                       | Отчёт                                                                       | Отчёт                                    | Отчёт                                                              | Отчёт                                                              |  |
| --------------------------------------------------------------------------- | --------------------------------------------------------------------------- | ---------------------------------------- | ------------------------------------------------------------------ | ------------------------------------------------------------------ |  |
|                                                                             |                                                                             |                                          |                                                                    |                                                                    |  |
|                                                                             | Павел Забелин                                                               | Вратари                                  | Николай Исаев                                                      | Судьи: М.Дмитриев (Москва) И.Широков (Москва)                      |  |
|                                                                             | Голы:                                                                       |                                          |                                                                    | Судьи: М.Дмитриев (Москва) И.Широков (Москва)                      |  |
| Н.Медведев (В.Трофимов) 5' О.Толмачёв В.Трофимов (Н.Медведев) Н.Медведев    | 1:0 2:0 2:1 2:2 2:3 :3 4:3 4:4                                              | А.Сеглин З.Зикмунд (Б.Соколов) З.Зикмунд |                                                                    | Судьи: М.Дмитриев (Москва) И.Широков (Москва)                      |  |
|                                                                             |                                                                             |                                          |                                                                    | Судьи: М.Дмитриев (Москва) И.Широков (Москва)                      |  |
|                                                                             |                                                                             |                                          |                                                                    | Судьи: М.Дмитриев (Москва) И.Широков (Москва)                      |  |
|                                                                             |                                                                             |                                          |                                                                    | Судьи: М.Дмитриев (Москва) И.Широков (Москва)                      |  |
|                                                                             |                                                                             |                                          |                                                                    | Судьи: М.Дмитриев (Москва) И.Широков (Москва)                      |  |
|                                                                             |                                                                             |                                          |                                                                    |                                                                    |  |
|                                                                             |                                                                             |                                          |                                                                    |                                                                    |  |
|                                                                             | Аркадий Чернышёв                                                            | Тренер                                   | Александр Игумнов                                                  |                                                                    |  |
| О.Толмачёв – Б.Бочарников, В.Комаров, Н.Медведев – В.Трофимов – Н.Поставнин | О.Толмачёв – Б.Бочарников, В.Комаров, Н.Медведев – В.Трофимов – Н.Поставнин | Состав                                   | Б.Соколов – А.Сеглин, Ю.Тарасов – З.Зикмунд – И.Новиков, В.Захаров | Б.Соколов – А.Сеглин, Ю.Тарасов – З.Зикмунд – И.Новиков, В.Захаров |  |

| 02.01.1948 | «Крылья Советов» Москва | 5:1 (2:0, 1:1, 2:0) | «Дзержинец» Ленинград | Стадион «Динамо», Москва Зрителей: 2000 |

| Отчёт         | Отчёт | Отчёт     | Отчёт | Отчёт                                        |
| ------------- | ----- | --------- | ----- | -------------------------------------------- |
|               |       |           |       |                                              |
|               |       |           |       | Судьи: А.Балашов (Москва) М.Белянин (Москва) |
|               | Голы: |           |       |                                              |
| А.Гурышев (5) | -     | А.Сорокин |       |                                              |
|               |       |           |       |                                              |
|               |       |           |       |                                              |
|               |       |           |       |                                              |
|               |       |           |       |                                              |
|               |       |           |       |                                              |

| 03.01.1948 | «Динамо» Таллин | 3:3 (0:1, 1:1, 2:1) | «Спартак» Каунас | Стадион «Спартак», Таллин Зрителей: 1000 |

| Отчёт                                          | Отчёт                | Отчёт                                                         | Отчёт | Отчёт                                    |
| ---------------------------------------------- | -------------------- | ------------------------------------------------------------- | ----- | ---------------------------------------- |
|                                                |                      |                                                               |       |                                          |
|                                                | Карл Лиив            | Вратари                                                       | ?     | Судьи: О.Кони (Таллин) К.Силлак (Таллин) |
|                                                | Голы:                |                                                               |       | Судьи: О.Кони (Таллин) К.Силлак (Таллин) |
| Л.Ряммаль (бол.) 25' А.Пяллу 44' Л.Ряммаль 53' | 0:1 :1 1:2 :2 2:3 :3 | 6' А.Люткявичюс 34' А.Люткявичюс (З.Ганусаускас) 52' Ю.Пимпис |       | Судьи: О.Кони (Таллин) К.Силлак (Таллин) |
|                                                |                      |                                                               |       | Судьи: О.Кони (Таллин) К.Силлак (Таллин) |
|                                                |                      |                                                               |       | Судьи: О.Кони (Таллин) К.Силлак (Таллин) |
|                                                |                      |                                                               |       | Судьи: О.Кони (Таллин) К.Силлак (Таллин) |
|                                                |                      |                                                               |       | Судьи: О.Кони (Таллин) К.Силлак (Таллин) |
|                                                |                      |                                                               |       |                                          |

| 04.01.1948 | «Спартак» Москва | 4:1 (1:0, 1:0, 2:1) | «Динамо» Ленинград | Стадион «Динамо», Москва Зрителей: 3000 |

| Отчёт                   | Отчёт | Отчёт      | Отчёт             | Отчёт                                         |
| ----------------------- | ----- | ---------- | ----------------- | --------------------------------------------- |
|                         |       |            |                   |                                               |
|                         | ?     | Вратари    | Владимир Башкиров | Судьи: В.Моргунов (Москва) И.Широков (Москва) |
|                         | Голы: |            |                   | Судьи: В.Моргунов (Москва) И.Широков (Москва) |
| З.Зикмунд (3), А.Сеглин | -     | Е.Стариков |                   | Судьи: В.Моргунов (Москва) И.Широков (Москва) |
|                         |       |            |                   | Судьи: В.Моргунов (Москва) И.Широков (Москва) |
|                         |       |            |                   | Судьи: В.Моргунов (Москва) И.Широков (Москва) |
|                         |       |            |                   | Судьи: В.Моргунов (Москва) И.Широков (Москва) |
|                         |       |            |                   | Судьи: В.Моргунов (Москва) И.Широков (Москва) |
|                         |       |            |                   |                                               |

| 05.01.1948 | ВВС МВО Москва | 2:4 (2:3, 0:1, 0:0) | «Дзержинец» Ленинград | Стадион «Динамо», Москва Зрителей: 500 |

| Отчёт                   | Отчёт                   | Отчёт      | Отчёт | Отчёт                                            |
| ----------------------- | ----------------------- | ---------- | ----- | ------------------------------------------------ |
|                         |                         |            |       |                                                  |
|                         |                         |            |       | Судьи: М.Дмитриев (Москва) Н.Канунников (Москва) |
|                         | Голы:                   |            |       |                                                  |
| А.Афонькин А.Виноградов | 1:0 1:1 2:1 2:2 2:3 2:4 | А.Богданов |       |                                                  |
|                         |                         |            |       |                                                  |
|                         |                         |            |       |                                                  |
|                         |                         |            |       |                                                  |
|                         |                         |            |       |                                                  |
|                         |                         |            |       |                                                  |

| 06.01.1948 14:30 | «Динамо» Таллин | 0:4 (0:0, 0:1, 0:3) | «Крылья Советов» Москва | Стадион «Спартак», Таллин Зрителей: 1000 |

| Отчёт | Отчёт           | Отчёт                                                | Отчёт           | Отчёт                                    |
| ----- | --------------- | ---------------------------------------------------- | --------------- | ---------------------------------------- |
|       |                 |                                                      |                 |                                          |
|       | ?               | Вратари                                              | Борис Запрягаев | Судьи: О.Кони (Таллин) Х.Саарне (Таллин) |
|       | Голы:           |                                                      |                 | Судьи: О.Кони (Таллин) Х.Саарне (Таллин) |
|       | 0:1 0:2 0:3 0:4 | 21' А.Гурышев 42' Н.Михеев 54' С.Митин 57' А.Гурышев |                 | Судьи: О.Кони (Таллин) Х.Саарне (Таллин) |
|       |                 |                                                      |                 | Судьи: О.Кони (Таллин) Х.Саарне (Таллин) |
|       |                 |                                                      |                 | Судьи: О.Кони (Таллин) Х.Саарне (Таллин) |
|       |                 |                                                      |                 | Судьи: О.Кони (Таллин) Х.Саарне (Таллин) |
|       |                 |                                                      |                 | Судьи: О.Кони (Таллин) Х.Саарне (Таллин) |
|       |                 |                                                      |                 |                                          |

| 07.01.1948 18:00 | «Динамо» Рига | 4:1 (2:0, 0:0, 2:1) | «Динамо» Москва | Стадион «Динамо», Рига Зрителей: 5000 |

| Отчёт                                                                                       | Отчёт                                                                                       | Отчёт            | Отчёт                                                                       | Отчёт                                                                       |  |
| ------------------------------------------------------------------------------------------- | ------------------------------------------------------------------------------------------- | ---------------- | --------------------------------------------------------------------------- | --------------------------------------------------------------------------- |  |
|                                                                                             |                                                                                             |                  |                                                                             |                                                                             |  |
|                                                                                             | Харий Меллупс                                                                               | Вратари          | Павел Забелин                                                               | Судьи: А.Зябликов (Ленинград) Э.Волгаст (Рига)                              |  |
|                                                                                             | Голы:                                                                                       |                  |                                                                             | Судьи: А.Зябликов (Ленинград) Э.Волгаст (Рига)                              |  |
| Р.Шульманис (бол.) 14' Р.Шульманис (Х.Витолиньш) Р.Шульманис (В.Шульманис) 59'              | 1:0 2:0 2:1 3:1 4:1                                                                         | В.Блинков (бол.) |                                                                             | Судьи: А.Зябликов (Ленинград) Э.Волгаст (Рига)                              |  |
|                                                                                             |                                                                                             |                  |                                                                             | Судьи: А.Зябликов (Ленинград) Э.Волгаст (Рига)                              |  |
|                                                                                             |                                                                                             |                  |                                                                             | Судьи: А.Зябликов (Ленинград) Э.Волгаст (Рига)                              |  |
|                                                                                             |                                                                                             |                  |                                                                             | Судьи: А.Зябликов (Ленинград) Э.Волгаст (Рига)                              |  |
|                                                                                             |                                                                                             |                  |                                                                             | Судьи: А.Зябликов (Ленинград) Э.Волгаст (Рига)                              |  |
|                                                                                             |                                                                                             |                  |                                                                             |                                                                             |  |
|                                                                                             |                                                                                             |                  |                                                                             |                                                                             |  |
|                                                                                             | Янис Добелис                                                                                | Тренер           | Аркадий Чернышёв                                                            |                                                                             |  |
| Р.Пакалнс – Х.Витолиньш, В.Шульманис – Р.Шульманис – Э.Клавс, Э.Баурис, А.Егерс, Л.Зилпаушс | Р.Пакалнс – Х.Витолиньш, В.Шульманис – Р.Шульманис – Э.Клавс, Э.Баурис, А.Егерс, Л.Зилпаушс | Состав           | Б.Бочарников – О.Толмачёв, В.Трофимов – Н.Медведев – Н.Поставнин, В.Блинков | Б.Бочарников – О.Толмачёв, В.Трофимов – Н.Медведев – Н.Поставнин, В.Блинков |  |

| 08.01.1948 | «Спартак» Москва | 6:0 (2:0, 2:0, 2:0) | «Дзержинец» Ленинград | Стадион «Динамо», Москва Зрителей: 4000 |

| Отчёт                                   | Отчёт | Отчёт   | Отчёт        | Отчёт                                    |
| --------------------------------------- | ----- | ------- | ------------ | ---------------------------------------- |
|                                         |       |         |              |                                          |
|                                         | ?     | Вратари | Николай Финк | Судьи: С.Савин (Москва) С.Ильин (Москва) |
|                                         | Голы: |         |              | Судьи: С.Савин (Москва) С.Ильин (Москва) |
| И.Новиков (3), З.Зикмунд (2), Б.Соколов | -     |         |              | Судьи: С.Савин (Москва) С.Ильин (Москва) |
|                                         |       |         |              | Судьи: С.Савин (Москва) С.Ильин (Москва) |
|                                         |       |         |              | Судьи: С.Савин (Москва) С.Ильин (Москва) |
|                                         |       |         |              | Судьи: С.Савин (Москва) С.Ильин (Москва) |
|                                         |       |         |              | Судьи: С.Савин (Москва) С.Ильин (Москва) |
|                                         |       |         |              |                                          |

| 11.01.1948 | «Спартак» Каунас | 5:6 (2:2, 1:2, 2:2) | «Крылья Советов» Москва | Городской стадион, Каунас |

| Отчёт | Отчёт | Отчёт | Отчёт | Отчёт |
| ----- | ----- | ----- | ----- | ----- |
|       |       |       |       |       |
|       |       |       |       |       |
|       |       |       |       |       |
|       |       |       |       |       |
|       |       |       |       |       |
|       |       |       |       |       |
|       |       |       |       |       |
|       |       |       |       |       |
|       |       |       |       |       |

| 11.01.1948 | «Динамо» Таллин | 0:7 (0:2, 0:2, 0:3) | «Динамо» Москва | Стадион «Спартак», Таллин Зрителей: 3000 |

| Отчёт | Отчёт                       | Отчёт | Отчёт         | Отчёт                                    |
| ----- | --------------------------- | --- | ------------- | ---------------------------------------- |
|       |                             | |               |                                          |
|       | Карл Лиив                   | Вратари | Павел Забелин | Судьи: О.Кони (Таллин) Х.Саарне (Таллин) |
|       | Голы:                       | |               | Судьи: О.Кони (Таллин) Х.Саарне (Таллин) |
|       | 0:1 0:2 0:3 0:4 0:5 0:6 0:7 | 3' В.Трофимов 10' В.Трофимов 24' В.Трофимов (В.Блинков, Н.Поставнин) В.Климович 46' В.Блинков (Н.Поставнин) Н.Медведев 60' В.Климович |               | Судьи: О.Кони (Таллин) Х.Саарне (Таллин) |
|       |                             | |               | Судьи: О.Кони (Таллин) Х.Саарне (Таллин) |
|       |                             | |               | Судьи: О.Кони (Таллин) Х.Саарне (Таллин) |
|       |                             | |               | Судьи: О.Кони (Таллин) Х.Саарне (Таллин) |
|       |                             | |               | Судьи: О.Кони (Таллин) Х.Саарне (Таллин) |
|       |                             | |               |                                          |

| 11.01.1948 14:00 | «Спартак» Москва | 8:0 (1:0, 5:0, 2:0) | ВВС МВО Москва | Стадион «Динамо», Москва Зрителей: 8000 |

| Отчёт                                                                                | Отчёт                           | Отчёт   | Отчёт              | Отчёт                                       |
| ------------------------------------------------------------------------------------ | ------------------------------- | ------- | ------------------ | ------------------------------------------- |
|                                                                                      |                                 |         |                    |                                             |
|                                                                                      | Николай Исаев                   | Вратари | Евгений Ф. Воронин | Судьи: С.Савин (Москва) М.Дмитриев (Москва) |
|                                                                                      | Голы:                           |         |                    | Судьи: С.Савин (Москва) М.Дмитриев (Москва) |
| Е.Ф.Воронин (автогол) 16' Б.Соколов И.Новиков А.Сеглин З.Зикмунд И.Новиков З.Зикмунд | 1:0 2:0 3:0 4:0 5:0 6:0 7:0 8:0 |         |                    | Судьи: С.Савин (Москва) М.Дмитриев (Москва) |
|                                                                                      |                                 |         |                    | Судьи: С.Савин (Москва) М.Дмитриев (Москва) |
|                                                                                      |                                 |         |                    | Судьи: С.Савин (Москва) М.Дмитриев (Москва) |
|                                                                                      |                                 |         |                    | Судьи: С.Савин (Москва) М.Дмитриев (Москва) |
| 0 мин                                                                                | Штраф                           | 0 мин   |                    | Судьи: С.Савин (Москва) М.Дмитриев (Москва) |
|                                                                                      |                                 |         |                    |                                             |
|                                                                                      |                                 |         |                    |                                             |

| 12.01.1948 19:00 | «Динамо» Рига | 1:8 (1:2, 0:3, 0:3) | ЦДКА Москва | Стадион «Динамо», Рига Зрителей: 7000 |

| Отчёт                 | Отчёт                               | Отчёт                                                                                              | Отчёт             | Отчёт                                           |
| --------------------- | ----------------------------------- | -------------------------------------------------------------------------------------------------- | ----------------- | ----------------------------------------------- |
|                       |                                     | |                   |                                                 |
|                       | Харий Меллупс                       | Вратари                                                                                            | Григорий Мкртычан | Судьи: В.Моргунов (Москва) А.Рехтшпрехер (Рига) |
|                       | Голы:                               | |                   | Судьи: В.Моргунов (Москва) А.Рехтшпрехер (Рига) |
| Э.Клавс (Р.Шульманис) | 0:1 0:2 1:2 1:3 1:4 1:5 1:6 1:7 1:8 | 11' В.Бобров 14' В.Бобров 22' Е.Бабич 27' В.Бобров А.Тарасов 41' Е.Бабич 48' В.Бобров 54' В.Бобров |                   | Судьи: В.Моргунов (Москва) А.Рехтшпрехер (Рига) |
|                       |                                     | |                   | Судьи: В.Моргунов (Москва) А.Рехтшпрехер (Рига) |
|                       |                                     | |                   | Судьи: В.Моргунов (Москва) А.Рехтшпрехер (Рига) |
|                       |                                     | |                   | Судьи: В.Моргунов (Москва) А.Рехтшпрехер (Рига) |
|                       |                                     | |                   | Судьи: В.Моргунов (Москва) А.Рехтшпрехер (Рига) |
|                       |                                     | |                   |                                                 |

| 14.01.1948 | «Крылья Советов» Москва | 3:0 (0:0, 0:0, 3:0) | ВВС МВО Москва | Стадион «Динамо», Москва Зрителей: 1000 |

| Отчёт                   | Отчёт       | Отчёт   | Отчёт              | Отчёт                                       |
| ----------------------- | ----------- | ------- | ------------------ | ------------------------------------------- |
|                         |             |         |                    |                                             |
|                         | ?           | Вратари | Евгений Ф. Воронин | Судьи: В.Щербов (Москва) И.Широков (Москва) |
|                         | Голы:       |         |                    | Судьи: В.Щербов (Москва) И.Широков (Москва) |
| П.Котов С.Митин П.Котов | 1:0 2:0 3:0 |         |                    | Судьи: В.Щербов (Москва) И.Широков (Москва) |
|                         |             |         |                    | Судьи: В.Щербов (Москва) И.Широков (Москва) |
|                         |             |         |                    | Судьи: В.Щербов (Москва) И.Широков (Москва) |
|                         |             |         |                    | Судьи: В.Щербов (Москва) И.Широков (Москва) |
|                         |             |         |                    | Судьи: В.Щербов (Москва) И.Широков (Москва) |
|                         |             |         |                    |                                             |

| 14.01.1948 19:00 | «Динамо» Рига | 7:0 (3:0, 1:0, 3:0) | «Динамо» Таллин | Стадион «Динамо», Рига Зрителей: 2000 |

| Отчёт | Отчёт                       | Отчёт   | Отчёт     | Отчёт                                       |
| --- | --------------------------- | ------- | --------- | ------------------------------------------- |
| |                             |         |           |                                             |
| | Харий Меллупс               | Вратари | Карл Лиив | Судьи: О.Кони (Таллин) А.Рехтшпрехер (Рига) |
| | Голы:                       |         |           | Судьи: О.Кони (Таллин) А.Рехтшпрехер (Рига) |
| Э.Баурис (А.Егерс) 2' Г.Страупе (А.Егерс) 16' Р.Шульманис 18' Э.Баурис 33' Э.Баурис (Х.Витолиньш) 52' Э.Баурис 57' Э.Клавс (В.Шульманис) 60' | 1:0 2:0 3:0 4:0 5:0 6:0 7:0 |         |           | Судьи: О.Кони (Таллин) А.Рехтшпрехер (Рига) |
| |                             |         |           | Судьи: О.Кони (Таллин) А.Рехтшпрехер (Рига) |
| |                             |         |           | Судьи: О.Кони (Таллин) А.Рехтшпрехер (Рига) |
| |                             |         |           | Судьи: О.Кони (Таллин) А.Рехтшпрехер (Рига) |
| |                             |         |           | Судьи: О.Кони (Таллин) А.Рехтшпрехер (Рига) |
| |                             |         |           |                                             |

| 15.01.1948 | «Спартак» Каунас | 2:9 (1:1, 1:6, 0:2) | «Динамо» Москва | Городской стадион, Каунас Зрителей: 1000 |

| Отчёт                         | Отчёт                                       | Отчёт | Отчёт         | Отчёт                                       |
| ----------------------------- | ------------------------------------------- | --- | ------------- | ------------------------------------------- |
|                               |                                             | |               |                                             |
|                               | Г.Рейнгардас                                | Вратари | Павел Забелин | Судьи: В.Моргунов (Москва) Э.Волгаст (Рига) |
|                               | Голы:                                       | |               | Судьи: В.Моргунов (Москва) Э.Волгаст (Рига) |
| З.Ганусаускас 6' Ю.Пимпис 40' | 1:0 1:1 1:2 1:3 1:4 1:5 1:6 1:7 2:7 2:8 2:9 | 14' В.Трофимов 22' В.Трофимов 28' В.Блинков 29' Н.Медведев 32' Н.Поставнин 37' Н.Поставнин 39' В.Трофимов 52' В.Трофимов 56' Василий Комаров |               | Судьи: В.Моргунов (Москва) Э.Волгаст (Рига) |
|                               |                                             | |               | Судьи: В.Моргунов (Москва) Э.Волгаст (Рига) |
|                               |                                             | |               | Судьи: В.Моргунов (Москва) Э.Волгаст (Рига) |
|                               |                                             | |               | Судьи: В.Моргунов (Москва) Э.Волгаст (Рига) |
|                               |                                             | |               | Судьи: В.Моргунов (Москва) Э.Волгаст (Рига) |
|                               |                                             | |               |                                             |

| 16.01.1948 | «Дзержинец» Ленинград | 0:6 (0:4, 0:1, 0:1) | «Динамо» Ленинград | Стадион Кировского завода, Ленинград Зрителей: 2000 |

| Отчёт | Отчёт         | Отчёт                                          | Отчёт | Отчёт                                            |
| ----- | ------------- | ---------------------------------------------- | ----- | ------------------------------------------------ |
|       |               |                                                |       |                                                  |
|       |               |                                                |       | Судьи: П.Батырев (Ленинград) П.Попов (Ленинград) |
|       | Голы:         |                                                |       |                                                  |
|       | 0:1-4 0:5 0:6 | Е.Стариков (3), Д.Фёдоров Д.Фёдоров А.Викторов |       |                                                  |
|       |               |                                                |       |                                                  |
|       |               |                                                |       |                                                  |
|       |               |                                                |       |                                                  |
|       |               |                                                |       |                                                  |
|       |               |                                                |       |                                                  |

| 18.01.1948 | «Динамо» Таллин | 3:8 (0:1, 1:4, 2:3) | ЦДКА Москва | Стадион «Спартак», Таллин Зрителей: 3000 |

| Отчёт                                   | Отчёт                                       | Отчёт | Отчёт | Отчёт                                      |
| --------------------------------------- | ------------------------------------------- | --- | ----- | ------------------------------------------ |
|                                         |                                             | |       |                                            |
|                                         | Карл Лиив                                   | Вратари | ?     | Судьи: Х.Саарне (Таллин) К.Силлак (Таллин) |
|                                         | Голы:                                       | |       | Судьи: Х.Саарне (Таллин) К.Силлак (Таллин) |
| Л.Ряммаль (Х.Арен) Х.Арен 45' Л.Ряммаль | 0:1 0:2 0:3 1:3 1:4 1:5 2:5 2:6 3:6 3:7 3:8 | 3' А.Тарасов (В.Бобров) 23' В.Бобров (Е.Бабич) 27' В.Бобров А.Тарасов (В.Бобров, Е.Бабич) Е.Бабич (В.Бобров) 53' В.Бобров |       | Судьи: Х.Саарне (Таллин) К.Силлак (Таллин) |
|                                         |                                             | |       | Судьи: Х.Саарне (Таллин) К.Силлак (Таллин) |
|                                         |                                             | |       | Судьи: Х.Саарне (Таллин) К.Силлак (Таллин) |
|                                         |                                             | |       | Судьи: Х.Саарне (Таллин) К.Силлак (Таллин) |
|                                         |                                             | |       | Судьи: Х.Саарне (Таллин) К.Силлак (Таллин) |
|                                         |                                             | |       |                                            |

| 18.01.1948 19:00 | «Динамо» Рига | 4:2 (1:1, 3:0, 0:1) | «Крылья Советов» Москва | Стадион «Динамо», Рига Зрителей: 4000 |

| Отчёт                                                                    | Отчёт                  | Отчёт                                | Отчёт           | Отчёт                                        |
| ------------------------------------------------------------------------ | ---------------------- | ------------------------------------ | --------------- | -------------------------------------------- |
|                                                                          |                        |                                      |                 |                                              |
|                                                                          | Харий Меллупс          | Вратари                              | Борис Запрягаев | Судьи: А.Рехтшпрехер (Рига) Э.Волгаст (Рига) |
|                                                                          | Голы:                  |                                      |                 | Судьи: А.Рехтшпрехер (Рига) Э.Волгаст (Рига) |
| В.Шульманис (Э.Клавс) (бол.) Р.Шульманис 27' В.Шульманис 35' Р.Шульманис | 0:1 :1 2:1 3:1 4:1 4:2 | 4' А.Гурышев 47' А.Гурышев (С.Митин) |                 | Судьи: А.Рехтшпрехер (Рига) Э.Волгаст (Рига) |
|                                                                          |                        |                                      |                 | Судьи: А.Рехтшпрехер (Рига) Э.Волгаст (Рига) |
|                                                                          |                        |                                      |                 | Судьи: А.Рехтшпрехер (Рига) Э.Волгаст (Рига) |
|                                                                          |                        |                                      |                 | Судьи: А.Рехтшпрехер (Рига) Э.Волгаст (Рига) |
|                                                                          |                        |                                      |                 | Судьи: А.Рехтшпрехер (Рига) Э.Волгаст (Рига) |
|                                                                          |                        |                                      |                 |                                              |

| 20.01.1948 | «Динамо» Москва | 2:2 (1:1, 1:1, 0:0) | ВВС МВО Москва | Стадион «Динамо», Москва Зрителей: 5000 |

| Отчёт                 | Отчёт           | Отчёт            | Отчёт | Отчёт                                      |
| --------------------- | --------------- | ---------------- | ----- | ------------------------------------------ |
|                       |                 |                  |       |                                            |
|                       | Павел Забелин   | Вратари          | ?     | Судьи: И.Широков (Москва) С.Савин (Москва) |
|                       | Голы:           |                  |       | Судьи: И.Широков (Москва) С.Савин (Москва) |
| В.Блинков Н.Поставнин | 1:0 1:1 2:1 2:2 | А.Моисеев (бол.) |       | Судьи: И.Широков (Москва) С.Савин (Москва) |
|                       |                 |                  |       | Судьи: И.Широков (Москва) С.Савин (Москва) |
|                       |                 |                  |       | Судьи: И.Широков (Москва) С.Савин (Москва) |
|                       |                 |                  |       | Судьи: И.Широков (Москва) С.Савин (Москва) |
|                       |                 |                  |       | Судьи: И.Широков (Москва) С.Савин (Москва) |
|                       |                 |                  |       |                                            |

| 21.01.1948 14:30 | «Динамо» Таллин | 5:2 (2:0, 2:2, 1:0) | «Дзержинец» Ленинград | Стадион «Спартак», Таллин Зрителей: 1000 |

| Отчёт                                                                       | Отчёт                       | Отчёт                        | Отчёт        | Отчёт                                    |
| --------------------------------------------------------------------------- | --------------------------- | ---------------------------- | ------------ | ---------------------------------------- |
|                                                                             |                             |                              |              |                                          |
|                                                                             | ?                           | Вратари                      | Николай Финк | Судьи: О.Кони (Таллин) Х.Саарне (Таллин) |
|                                                                             | Голы:                       |                              |              | Судьи: О.Кони (Таллин) Х.Саарне (Таллин) |
| Л.Ряммаль 2' Э.Ильвес 13' Л.Ряммаль (штр. бр.) Л.Ряммаль 37' Ю.Раудсепп 57' | 1:0 2:0 2:1 2:2 3:2 4:2 5:2 | 22' А.Сорокин 25' А.Богданов |              | Судьи: О.Кони (Таллин) Х.Саарне (Таллин) |
|                                                                             |                             |                              |              | Судьи: О.Кони (Таллин) Х.Саарне (Таллин) |
|                                                                             |                             |                              |              | Судьи: О.Кони (Таллин) Х.Саарне (Таллин) |
|                                                                             |                             |                              |              | Судьи: О.Кони (Таллин) Х.Саарне (Таллин) |
|                                                                             |                             |                              |              | Судьи: О.Кони (Таллин) Х.Саарне (Таллин) |
|                                                                             |                             |                              |              |                                          |

| 22.01.1948 | «Спартак» Москва | 3:0 (1:0, 0:0, 2:0) | «Крылья Советов» Москва | Стадион «Динамо», Москва Зрителей: 8000 |

| Отчёт                                                          | Отчёт       | Отчёт   | Отчёт           | Отчёт                                       |
| -------------------------------------------------------------- | ----------- | ------- | --------------- | ------------------------------------------- |
|                                                                |             |         |                 |                                             |
|                                                                | ?           | Вратари | Борис Запрягаев | Судьи: В.Моргунов (Москва) С.Ильин (Москва) |
|                                                                | Голы:       |         |                 | Судьи: В.Моргунов (Москва) С.Ильин (Москва) |
| З.Зикмунд (И.Новиков) (бол.) 19' В.Горохов (автогол) И.Новиков | 1:0 2:0 3:0 |         |                 | Судьи: В.Моргунов (Москва) С.Ильин (Москва) |
|                                                                |             |         |                 | Судьи: В.Моргунов (Москва) С.Ильин (Москва) |
|                                                                |             |         |                 | Судьи: В.Моргунов (Москва) С.Ильин (Москва) |
|                                                                |             |         |                 | Судьи: В.Моргунов (Москва) С.Ильин (Москва) |
|                                                                |             |         |                 | Судьи: В.Моргунов (Москва) С.Ильин (Москва) |
|                                                                |             |         |                 |                                             |

| 22.01.1948 | «Динамо» Ленинград | 1:4 (0:3, 0:1, 1:0) | ЦДКА Москва | Стадион «Динамо», Ленинград Зрителей: 10 000 |

| Отчёт  | Отчёт               | Отчёт                       | Отчёт             | Отчёт                                         |
| ------ | ------------------- | --------------------------- | ----------------- | --------------------------------------------- |
|        |                     |                             |                   |                                               |
|        | Михаил Янковский    | Вратари                     | Григорий Мкртычан | Судьи: М.Белянин (Москва) П.Попов (Ленинград) |
|        | Голы:               |                             |                   | Судьи: М.Белянин (Москва) П.Попов (Ленинград) |
| А.Алов | 0:1 0:2 0:3 0:4 1:4 | В.Бобров А.Тарасов В.Бобров |                   | Судьи: М.Белянин (Москва) П.Попов (Ленинград) |
|        |                     |                             |                   | Судьи: М.Белянин (Москва) П.Попов (Ленинград) |
|        |                     |                             |                   | Судьи: М.Белянин (Москва) П.Попов (Ленинград) |
|        |                     |                             |                   | Судьи: М.Белянин (Москва) П.Попов (Ленинград) |
| 0 мин  | Штраф               | 0 мин                       |                   | Судьи: М.Белянин (Москва) П.Попов (Ленинград) |
|        |                     |                             |                   |                                               |
|        |                     |                             |                   |                                               |

| 22.01.1948 | «Спартак» Каунас | 1:2 (1:1, 0:1, 0:0) | «Динамо» Рига | Городской стадион, Каунас Зрителей: 2000 |

| Отчёт             | Отчёт       | Отчёт                             | Отчёт         | Отчёт |
| ----------------- | ----------- | --------------------------------- | ------------- | ----- |
|                   |             |                                   |               |       |
|                   | С.Скальскис | Вратари                           | Харий Меллупс |       |
|                   | Голы:       |                                   |               |       |
| З.Ганусаускас 10' | 1:0 1:1 1:2 | 12' Э.Клавс 35' Л.Зилпаушс (бол.) |               |       |
|                   |             |                                   |               |       |
|                   |             |                                   |               |       |
|                   |             |                                   |               |       |
|                   |             |                                   |               |       |
|                   |             |                                   |               |       |

| 25.01.1948 | «Динамо» Таллин | 1:2 (1:0, 0:2, 0:0) | ВВС МВО Москва | Стадион «Спартак», Таллин Зрителей: 3000 |

| Отчёт   | Отчёт       | Отчёт                    | Отчёт              | Отчёт                                      |
| ------- | ----------- | ------------------------ | ------------------ | ------------------------------------------ |
|         |             |                          |                    |                                            |
|         | Карл Лиив   | Вратари                  | Евгений Ф. Воронин | Судьи: Х.Саарне (Таллин) К.Силлак (Таллин) |
|         | Голы:       |                          |                    | Судьи: Х.Саарне (Таллин) К.Силлак (Таллин) |
| А.Пяллу | 1:0 1:1 1:2 | Е.Н.Воронин Ю.Жибуртович |                    | Судьи: Х.Саарне (Таллин) К.Силлак (Таллин) |
|         |             |                          |                    | Судьи: Х.Саарне (Таллин) К.Силлак (Таллин) |
|         |             |                          |                    | Судьи: Х.Саарне (Таллин) К.Силлак (Таллин) |
|         |             |                          |                    | Судьи: Х.Саарне (Таллин) К.Силлак (Таллин) |
|         |             |                          |                    | Судьи: Х.Саарне (Таллин) К.Силлак (Таллин) |
|         |             |                          |                    |                                            |

| 25.01.1948 12:00 | «Динамо» Москва | 3:2 (1:1, 1:1, 1:0) | «Крылья Советов» Москва | Стадион «Динамо», Москва Зрителей: 12 000 |

| Отчёт                                 | Отчёт               | Отчёт               | Отчёт | Отчёт                                       |
| ------------------------------------- | ------------------- | ------------------- | ----- | ------------------------------------------- |
|                                       |                     |                     |       |                                             |
|                                       | Павел Забелин       | Вратари             | ?     | Судьи: М.Дмитриев (Москва) С.Ильин (Москва) |
|                                       | Голы:               |                     |       | Судьи: М.Дмитриев (Москва) С.Ильин (Москва) |
| Н.Поставнин 8' В.Трофимов Н.Поставнин | 1:0 1:1 2:1 2:2 3:2 | С.Митин 32' П.Котов |       | Судьи: М.Дмитриев (Москва) С.Ильин (Москва) |
|                                       |                     |                     |       | Судьи: М.Дмитриев (Москва) С.Ильин (Москва) |
|                                       |                     |                     |       | Судьи: М.Дмитриев (Москва) С.Ильин (Москва) |
|                                       |                     |                     |       | Судьи: М.Дмитриев (Москва) С.Ильин (Москва) |
|                                       |                     |                     |       | Судьи: М.Дмитриев (Москва) С.Ильин (Москва) |
|                                       |                     |                     |       |                                             |

| 25.01.1948 14:00 | «Спартак» Москва | 3:7 (0:1, 0:4, 3:2) | ЦДКА Москва | Стадион «Динамо», Москва Зрителей: 15 000 |

| Отчёт                        | Отчёт                                   | Отчёт                                                                                                  | Отчёт             | Отчёт                                      |
| ---------------------------- | --------------------------------------- | --- | ----------------- | ------------------------------------------ |
|                              |                                         | |                   |                                            |
|                              | Николай Исаев                           | Вратари                                                                                                | Григорий Мкртычан | Судьи: С.Савин (Москва) М.Белянин (Москва) |
|                              | Голы:                                   | |                   | Судьи: С.Савин (Москва) М.Белянин (Москва) |
| И.Новиков А.Сеглин И.Новиков | 0:1 0:2 0:3 0:4 0:5 0:6 1:6 2:6 2:7 3:7 | 19' А.Тарасов (В.Бобров) 24' А.Тарасов (В.Бобров) 33' Е.Бабич В.Бобров Е.Бабич (В.Бобров) 50' В.Бобров |                   | Судьи: С.Савин (Москва) М.Белянин (Москва) |
|                              |                                         | |                   | Судьи: С.Савин (Москва) М.Белянин (Москва) |
|                              |                                         | |                   | Судьи: С.Савин (Москва) М.Белянин (Москва) |
|                              |                                         | |                   | Судьи: С.Савин (Москва) М.Белянин (Москва) |
|                              |                                         | |                   | Судьи: С.Савин (Москва) М.Белянин (Москва) |
|                              |                                         | |                   |                                            |

| 25.01.1948 | «Спартак» Каунас | 1:2 (0:2, 1:0, 0:0) | «Дзержинец» Ленинград | Городской стадион, Каунас Зрителей: 2000 |

| Отчёт            | Отчёт       | Отчёт         | Отчёт        | Отчёт                                        |
| ---------------- | ----------- | ------------- | ------------ | -------------------------------------------- |
|                  |             |               |              |                                              |
|                  | С.Скальскис | Вратари       | Николай Финк | Судьи: С.Климас (Каунас) В.Вашкялис (Каунас) |
|                  | Голы:       |               |              | Судьи: С.Климас (Каунас) В.Вашкялис (Каунас) |
| А.Люткявичюс 37' | 0:1 0:2 1:2 | 6' М.Гащенков |              | Судьи: С.Климас (Каунас) В.Вашкялис (Каунас) |
|                  |             |               |              | Судьи: С.Климас (Каунас) В.Вашкялис (Каунас) |
|                  |             |               |              | Судьи: С.Климас (Каунас) В.Вашкялис (Каунас) |
|                  |             |               |              | Судьи: С.Климас (Каунас) В.Вашкялис (Каунас) |
|                  |             |               |              | Судьи: С.Климас (Каунас) В.Вашкялис (Каунас) |
|                  |             |               |              |                                              |

| 28.01.1948 19:00 | «Динамо» Рига | 2:1 (0:0, 0:0, 2:1) | «Динамо» Ленинград | Стадион «Динамо», Рига Зрителей: 2000 |

| Отчёт                           | Отчёт         | Отчёт                        | Отчёт            | Отчёт                                          |
| ------------------------------- | ------------- | ---------------------------- | ---------------- | ---------------------------------------------- |
|                                 |               |                              |                  |                                                |
|                                 | Харий Меллупс | Вратари                      | Михаил Янковский | Судьи: А.Зябликов (Ленинград) Э.Волгаст (Рига) |
|                                 | Голы:         |                              |                  | Судьи: А.Зябликов (Ленинград) Э.Волгаст (Рига) |
| В.Шульманис 43' Р.Шульманис 56' | 1:0 2:0 2:1   | 59' А.Викторов (Вас.Фёдоров) |                  | Судьи: А.Зябликов (Ленинград) Э.Волгаст (Рига) |
|                                 |               |                              |                  | Судьи: А.Зябликов (Ленинград) Э.Волгаст (Рига) |
|                                 |               |                              |                  | Судьи: А.Зябликов (Ленинград) Э.Волгаст (Рига) |
|                                 |               |                              |                  | Судьи: А.Зябликов (Ленинград) Э.Волгаст (Рига) |
|                                 |               |                              |                  | Судьи: А.Зябликов (Ленинград) Э.Волгаст (Рига) |
|                                 |               |                              |                  |                                                |

| 30.01.1948 | «Динамо» Москва | 1:2 (1:0, 0:0, 0:2) | ЦДКА Москва | Стадион «Динамо», Москва Зрителей: 22 000 |

| Отчёт                        | Отчёт         | Отчёт                     | Отчёт             | Отчёт                                         |
| ---------------------------- | ------------- | ------------------------- | ----------------- | --------------------------------------------- |
|                              |               |                           |                   |                                               |
|                              | Павел Забелин | Вратари                   | Григорий Мкртычан | Судьи: М.Дмитриев (Москва) М.Белянин (Москва) |
|                              | Голы:         |                           |                   | Судьи: М.Дмитриев (Москва) М.Белянин (Москва) |
| Н.Поставнин (Н.Медведев) 11' | 1:0 1:1 1:2   | 56' В.Бобров 60' В.Бобров |                   | Судьи: М.Дмитриев (Москва) М.Белянин (Москва) |
|                              | Буллиты:      |                           |                   | Судьи: М.Дмитриев (Москва) М.Белянин (Москва) |
|                              |               | Е.Бабич                   |                   | Судьи: М.Дмитриев (Москва) М.Белянин (Москва) |
|                              |               |                           |                   | Судьи: М.Дмитриев (Москва) М.Белянин (Москва) |
|                              |               |                           |                   | Судьи: М.Дмитриев (Москва) М.Белянин (Москва) |
|                              |               |                           |                   |                                               |

| 01.02.1948 | «Крылья Советов» Москва | 1:8 (0:2, 0:4, 1:2) | ЦДКА Москва | Стадион «Динамо», Москва Зрителей: 10 000 |

| Отчёт     | Отчёт                     | Отчёт                                                    | Отчёт | Отчёт                                            |
| --------- | ------------------------- | -------------------------------------------------------- | ----- | ------------------------------------------------ |
|           |                           |                                                          |       |                                                  |
|           | Борис Запрягаев           | Вратари                                                  | ?     | Судьи: М.Дмитриев (Москва) Н.Канунников (Москва) |
|           | Голы:                     |                                                          |       | Судьи: М.Дмитриев (Москва) Н.Канунников (Москва) |
| А.Гурышев | 0:1 0:2 0:3-6 0:7 1:7 1:8 | В.Веневцев Е.Бабич (2), В.Бобров, А.Тарасов 41' В.Бобров |       | Судьи: М.Дмитриев (Москва) Н.Канунников (Москва) |
|           |                           |                                                          |       | Судьи: М.Дмитриев (Москва) Н.Канунников (Москва) |
|           |                           |                                                          |       | Судьи: М.Дмитриев (Москва) Н.Канунников (Москва) |
|           |                           |                                                          |       | Судьи: М.Дмитриев (Москва) Н.Канунников (Москва) |
|           |                           |                                                          |       | Судьи: М.Дмитриев (Москва) Н.Канунников (Москва) |
|           |                           |                                                          |       |                                                  |

| 03.02.1948 17:00 | «Дзержинец» Ленинград | 0:2 (0:0, 0:1, 0:1) | «Крылья Советов» Москва | Стадион «Динамо», Москва |

| Отчёт | Отчёт   | Отчёт             | Отчёт | Отчёт |
| ----- | ------- | ----------------- | ----- | ----- |
|       |         |                   |       |       |
|       |         |                   |       |       |
|       | Голы:   |                   |       |       |
|       | 0:1 0:2 | П.Котов А.Гурышев |       |       |
|       |         |                   |       |       |
|       |         |                   |       |       |
|       |         |                   |       |       |
|       |         |                   |       |       |
|       |         |                   |       |       |

| 03.02.1948 19:00 | «Динамо» Таллин | 0:6 (0:1, 0:3, 0:2) | «Спартак» Москва | Стадион «Динамо», Москва |

| Отчёт | Отчёт                   | Отчёт                                  | Отчёт | Отчёт |
| ----- | ----------------------- | -------------------------------------- | ----- | ----- |
|       |                         |                                        |       |       |
|       |                         |                                        |       |       |
|       | Голы:                   |                                        |       |       |
|       | 0:1 0:2 0:3 0:4 0:5 0:6 | Б.Соколов В.Захаров А.Сеглин З.Зикмунд |       |       |
|       |                         |                                        |       |       |
|       |                         |                                        |       |       |
|       |                         |                                        |       |       |
|       |                         |                                        |       |       |
|       |                         |                                        |       |       |

| 06.02.1948 12:00 | «Дзержинец» Ленинград | 2:8 (0:2, 0:5, 2:1) | «Динамо» Москва | Стадион «Динамо», Москва Зрителей: 2500 |

| Отчёт | Отчёт         | Отчёт                                                   | Отчёт         | Отчёт |
| ----- | ------------- | ------------------------------------------------------- | ------------- | ----- |
|       |               |                                                         |               |       |
|       | ?             | Вратари                                                 | Павел Забелин |       |
|       | Голы:         |                                                         |               |       |
|       | 0:1-8 1:8 2:8 | В.Блинков (4) , В.Трофимов (2), Н.Поставнин, Н.Медведев |               |       |
|       |               |                                                         |               |       |
|       |               |                                                         |               |       |
|       |               |                                                         |               |       |
|       |               |                                                         |               |       |
|       |               |                                                         |               |       |

| 06.02.1948 14:00 | «Спартак» Каунас | 0:5 (0:2, 0:0, 0:3) | «Спартак» Москва | Стадион «Динамо», Москва Зрителей: 2500 |

| Отчёт | Отчёт               | Отчёт                        | Отчёт | Отчёт |
| ----- | ------------------- | ---------------------------- | ----- | ----- |
|       |                     |                              |       |       |
|       |                     |                              |       |       |
|       | Голы:               |                              |       |       |
|       | 0:1 0:2 0:3 0:4 0:5 | И.Новиков А.Сеглин З.Зикмунд |       |       |
|       |                     |                              |       |       |
|       |                     |                              |       |       |
|       |                     |                              |       |       |
|       |                     |                              |       |       |
|       |                     |                              |       |       |

| 06.02.1948 16:00 | ВВС МВО Москва | 5:4 (1:2, 1:1, 3:1) | «Крылья Советов» Москва | Стадион «Динамо», Москва Зрителей: 2500 |

| Отчёт                                        | Отчёт                              | Отчёт                                                   | Отчёт           | Отчёт |
| -------------------------------------------- | ---------------------------------- | ------------------------------------------------------- | --------------- | ----- |
|                                              |                                    |                                                         |                 |       |
|                                              | ?                                  | Вратари                                                 | Борис Запрягаев |       |
|                                              | Голы:                              |                                                         |                 |       |
| А.Моисеев Ю.Жибуртович А.Стриганов А.Моисеев | 1:0 1:1 1:2 :2 2:3 2:4 3:4 4:4 5:4 | С.Митин А.Гурышев П.Котов (А.Гурышев) П.Котов (С.Митин) |                 |       |
|                                              |                                    |                                                         |                 |       |
|                                              |                                    |                                                         |                 |       |
|                                              |                                    |                                                         |                 |       |
|                                              |                                    |                                                         |                 |       |
|                                              |                                    |                                                         |                 |       |

| 06.02.1948 18:00 | ЦДКА Москва | 6:2 (3:0, 2:0, 1:2) | «Динамо» Таллин | Стадион «Динамо», Москва Зрителей: 2500 |

| Отчёт                                                   | Отчёт                           | Отчёт                 | Отчёт     | Отчёт |
| ------------------------------------------------------- | ------------------------------- | --------------------- | --------- | ----- |
|                                                         |                                 |                       |           |       |
|                                                         | ?                               | Вратари               | Карл Лиив |       |
|                                                         | Голы:                           |                       |           |       |
| Е.Бабич 4' В.Бобров 17' М.Орехов А.Тарасов В.Бобров 60' | 1:0 2:0 3:0 4:0 5:0 5:1 6:1 6:2 | А.Пяллу 60' Л.Ряммаль |           |       |
|                                                         |                                 |                       |           |       |
|                                                         |                                 |                       |           |       |
|                                                         |                                 |                       |           |       |
|                                                         |                                 |                       |           |       |
|                                                         |                                 |                       |           |       |

| 06.02.1948 20:00 | «Динамо» Рига | 2:2 (0:0, 2:1, 0:1) | «Динамо» Ленинград | Стадион «Динамо», Москва Зрителей: 2500 |

| Отчёт                | Отчёт           | Отчёт                               | Отчёт | Отчёт |
| -------------------- | --------------- | ----------------------------------- | ----- | ----- |
|                      |                 |                                     |       |       |
|                      |                 |                                     |       |       |
|                      | Голы:           |                                     |       |       |
| Р.Шульманис Э.Баурис | 1:0 1:1 2:1 2:2 | Е.Стариков (Вас.Фёдоров) Е.Стариков |       |       |
|                      |                 |                                     |       |       |
|                      |                 |                                     |       |       |
|                      |                 |                                     |       |       |
|                      |                 |                                     |       |       |
|                      |                 |                                     |       |       |

| 07.02.1948 17:00 | «Крылья Советов» Москва | 3:1 (0:0, 1:1, 2:0) | «Спартак» Каунас | Стадион «Динамо», Москва |

| Отчёт             | Отчёт          | Отчёт    | Отчёт | Отчёт |
| ----------------- | -------------- | -------- | ----- | ----- |
|                   |                |          |       |       |
|                   |                |          |       |       |
|                   | Голы:          |          |       |       |
| П.Котов А.Гурышев | 0:1 :1 2:1 3:1 | Ю.Пимпис |       |       |
|                   |                |          |       |       |
|                   |                |          |       |       |
|                   |                |          |       |       |
|                   |                |          |       |       |
|                   |                |          |       |       |

| 07.02.1948 19:00 | «Динамо» Рига | 16:0 (2:0, 5:0, 9:0) | «Дзержинец» Ленинград | Стадион «Динамо», Москва |

| Отчёт                                                                            | Отчёт | Отчёт | Отчёт | Отчёт |
| -------------------------------------------------------------------------------- | ----- | ----- | ----- | ----- |
|                                                                                  |       |       |       |       |
|                                                                                  |       |       |       |       |
|                                                                                  | Голы: |       |       |       |
| В.Шульманис (6), Л.Зилпаушс (3), Р.Шульманис (3), Э.Баурис (2), А.Егерс, Э.Клавс | -     |       |       |       |
|                                                                                  |       |       |       |       |
|                                                                                  |       |       |       |       |
|                                                                                  |       |       |       |       |
|                                                                                  |       |       |       |       |
|                                                                                  |       |       |       |       |

| 08.02.1948 12:00 | «Спартак» Москва | 7:4 (2:0, 2:2, 3:2) | «Динамо» Москва | Стадион «Динамо», Москва Зрителей: 18 000 |

| Отчёт                                                                  | Отчёт                                                                  | Отчёт                                                  | Отчёт                                                                                  | Отчёт                                                                                  |  |
| ---------------------------------------------------------------------- | ---------------------------------------------------------------------- | ------------------------------------------------------ | -------------------------------------------------------------------------------------- | -------------------------------------------------------------------------------------- |  |
|                                                                        |                                                                        |                                                        |                                                                                        |                                                                                        |  |
|                                                                        | Николай Исаев                                                          | Вратари                                                | Павел Забелин                                                                          | Судьи: В.Моргунов (Москва) М.Белянин (Москва)                                          |  |
|                                                                        | Голы:                                                                  |                                                        |                                                                                        | Судьи: В.Моргунов (Москва) М.Белянин (Москва)                                          |  |
| И.Новиков (бол.) Ю.Тарасов И.Новиков З.Зикмунд                         | 1:0 2:0 2:1 2:2 3:2 4:2 4:3 4:4 5:4 6:4 7:4                            | В.Трофимов В.Блинков Н.Медведев В.Блинков (В.Трофимов) |                                                                                        | Судьи: В.Моргунов (Москва) М.Белянин (Москва)                                          |  |
|                                                                        |                                                                        |                                                        |                                                                                        | Судьи: В.Моргунов (Москва) М.Белянин (Москва)                                          |  |
|                                                                        |                                                                        |                                                        |                                                                                        | Судьи: В.Моргунов (Москва) М.Белянин (Москва)                                          |  |
|                                                                        |                                                                        |                                                        |                                                                                        | Судьи: В.Моргунов (Москва) М.Белянин (Москва)                                          |  |
|                                                                        |                                                                        |                                                        |                                                                                        | Судьи: В.Моргунов (Москва) М.Белянин (Москва)                                          |  |
|                                                                        |                                                                        |                                                        |                                                                                        |                                                                                        |  |
|                                                                        |                                                                        |                                                        |                                                                                        |                                                                                        |  |
|                                                                        | Александр Игумнов                                                      | Тренер                                                 | Аркадий Чернышёв                                                                       |                                                                                        |  |
| Б.Соколов – А.Сеглин, Ю.Тарасов – З.Зикмунд – И.Новиков, Николай Нилов | Б.Соколов – А.Сеглин, Ю.Тарасов – З.Зикмунд – И.Новиков, Николай Нилов | Состав                                                 | О.Толмачёв – Б.Бочарников – В.Комаров, В.Трофимов – В.Блинков, Н.Поставнин, Н.Медведев | О.Толмачёв – Б.Бочарников – В.Комаров, В.Трофимов – В.Блинков, Н.Поставнин, Н.Медведев |  |

| 08.02.1948 14:00 | ЦДКА Москва | 6:2 (2:1, 1:1, 3:0) | ВВС МВО Москва | Стадион «Динамо», Москва |

| Отчёт                                                                | Отчёт                           | Отчёт                             | Отчёт              | Отчёт |
| -------------------------------------------------------------------- | ------------------------------- | --------------------------------- | ------------------ | ----- |
|                                                                      |                                 |                                   |                    |       |
|                                                                      | ?                               | Вратари                           | Евгений Ф. Воронин |       |
|                                                                      | Голы:                           |                                   |                    |       |
| А.Виноградов (автогол) Е.Бабич (А.Тарасов) В.Бобров Е.Бабич В.Бобров | 1:0 1:1 2:1 3:1 3:2 4:2 5:2 6:2 | А.Стриганов В.Никаноров (автогол) |                    |       |
|                                                                      |                                 |                                   |                    |       |
|                                                                      |                                 |                                   |                    |       |
|                                                                      |                                 |                                   |                    |       |
|                                                                      |                                 |                                   |                    |       |
|                                                                      |                                 |                                   |                    |       |

| 08.02.1948 16:00 | «Динамо» Таллин | 1:3 (0:1, 0:1, 1:1) | «Динамо» Ленинград | Стадион «Динамо», Москва |

| Отчёт     | Отчёт           | Отчёт                 | Отчёт | Отчёт |
| --------- | --------------- | --------------------- | ----- | ----- |
|           |                 |                       |       |       |
|           | Карл Лиив       | Вратари               | ?     |       |
|           | Голы:           |                       |       |       |
| Л.Ряммаль | 0:1 0:2 1:2 1:3 | Вас.Фёдоров Д.Фёдоров |       |       |
|           |                 |                       |       |       |
|           |                 |                       |       |       |
|           |                 |                       |       |       |
|           |                 |                       |       |       |
|           |                 |                       |       |       |

| 09.02.1948 | «Дзержинец» Ленинград | 0:7 (0:1, 0:3, 0:3) | ЦДКА Москва | Стадион «Динамо», Москва |

| Отчёт | Отчёт | Отчёт                                  | Отчёт | Отчёт |
| ----- | ----- | -------------------------------------- | ----- | ----- |
|       |       |                                        |       |       |
|       |       |                                        |       |       |
|       | Голы: |                                        |       |       |
|       | -     | В.Бобров (4), А.Тарасов (2), В.Давыдов |       |       |
|       |       |                                        |       |       |
|       |       |                                        |       |       |
|       |       |                                        |       |       |
|       |       |                                        |       |       |
|       |       |                                        |       |       |

| 09.02.1948 | «Спартак» Каунас | 1:1 (0:0, 1:1, 0:0) | ВВС МВО Москва | Стадион «Динамо», Москва |

| Отчёт         | Отчёт  | Отчёт        | Отчёт | Отчёт |
| ------------- | ------ | ------------ | ----- | ----- |
|               |        |              |       |       |
|               |        |              |       |       |
|               | Голы:  |              |       |       |
| З.Ганусаускас | 0:1 :1 | Ю.Жибуртович |       |       |
|               |        |              |       |       |
|               |        |              |       |       |
|               |        |              |       |       |
|               |        |              |       |       |
|               |        |              |       |       |

| 09.02.1948 | «Крылья Советов» Москва | 5:1 (0:0, 3:1, 2:0) | «Динамо» Таллин | Стадион «Динамо», Москва |

| Отчёт                                       | Отчёт                  | Отчёт     | Отчёт | Отчёт |
| ------------------------------------------- | ---------------------- | --------- | ----- | ----- |
|                                             |                        |           |       |       |
|                                             |                        |           |       |       |
|                                             | Голы:                  |           |       |       |
| П.Котов А.Гурышев П.Котов А.Гурышев С.Митин | 0:1 :1 2:1 3:1 4:1 5:1 | Л.Ряммаль |       |       |
|                                             |                        |           |       |       |
|                                             |                        |           |       |       |
|                                             |                        |           |       |       |
|                                             |                        |           |       |       |
|                                             |                        |           |       |       |

| 09.02.1948 | «Динамо» Ленинград | 0:6 (0:2, 0:1, 0:3) | «Динамо» Москва | Стадион «Динамо», Москва |

| Отчёт | Отчёт | Отчёт                                      | Отчёт         | Отчёт |
| ----- | ----- | ------------------------------------------ | ------------- | ----- |
|       |       |                                            |               |       |
|       | ?     | Вратари                                    | Павел Забелин |       |
|       | Голы: |                                            |               |       |
|       | -     | В.Блинков (3), В.Трофимов (2), Н.Поставнин |               |       |
|       |       |                                            |               |       |
|       |       |                                            |               |       |
|       |       |                                            |               |       |
|       |       |                                            |               |       |
|       |       |                                            |               |       |

| 09.02.1948 | «Динамо» Рига | 1:6 (0:0, 0:1, 1:5) | «Спартак» Москва | Стадион «Динамо», Москва Зрителей: 15 000 |

| Отчёт   | Отчёт                      | Отчёт               | Отчёт | Отчёт |
| ------- | -------------------------- | ------------------- | ----- | ----- |
|         |                            |                     |       |       |
|         | Харий Меллупс              | Вратари             |       |       |
|         | Голы:                      |                     |       |       |
| Э.Клавс | 0:1 :1 1:2 1:3 1:4 1:5 1:6 | Ю.Тарасов И.Новиков |       |       |
|         |                            |                     |       |       |
|         |                            |                     |       |       |
|         |                            |                     |       |       |
|         |                            |                     |       |       |
|         |                            |                     |       |       |

| 10.02.1948 09:00 | «Дзержинец» Ленинград | 3:1 (1:0, 1:1, 1:0) | ВВС МВО Москва | Стадион «Динамо», Москва |

| Отчёт                             | Отчёт           | Отчёт      | Отчёт | Отчёт |
| --------------------------------- | --------------- | ---------- | ----- | ----- |
|                                   |                 |            |       |       |
|                                   |                 |            |       |       |
|                                   | Голы:           |            |       |       |
| А.Яблочкин Е.Запрягаев М.Журавлёв | 1:0 2:0 2:1 3:1 | А.Афонькин |       |       |
|                                   |                 |            |       |       |
|                                   |                 |            |       |       |
|                                   |                 |            |       |       |
|                                   |                 |            |       |       |
|                                   |                 |            |       |       |

| 10.02.1948 11:00 | «Динамо» Москва | 8:0 (2:0, 5:0, 1:0) | «Динамо» Таллин | Стадион «Динамо», Москва |

| Отчёт                                          | Отчёт         | Отчёт   | Отчёт | Отчёт |
| ---------------------------------------------- | ------------- | ------- | ----- | ----- |
|                                                |               |         |       |       |
|                                                | Павел Забелин | Вратари | ?     |       |
|                                                | Голы:         |         |       |       |
| В.Трофимов (4), В.Блинков (2), Н.Поставнин (2) | -             |         |       |       |
|                                                |               |         |       |       |
|                                                |               |         |       |       |
|                                                |               |         |       |       |
| 0 мин                                          | Штраф         | 0 мин   |       |       |
|                                                |               |         |       |       |
|                                                |               |         |       |       |

| 10.02.1948 13:00 | «Спартак» Каунас | 1:4 (0:0, 0:1, 1:3) | ЦДКА Москва | Стадион «Динамо», Москва |

| Отчёт         | Отчёт               | Отчёт                            | Отчёт | Отчёт |
| ------------- | ------------------- | -------------------------------- | ----- | ----- |
|               |                     |                                  |       |       |
|               |                     |                                  |       |       |
|               | Голы:               |                                  |       |       |
| З.Ганусаускас | 0:1 0:2 0:3 1:3 1:4 | В.Бобров С.Микалаускас (автогол) |       |       |
|               |                     |                                  |       |       |
|               |                     |                                  |       |       |
|               |                     |                                  |       |       |
|               |                     |                                  |       |       |
|               |                     |                                  |       |       |

| 10.02.1948 15:00 | «Динамо» Ленинград | 2:3 (0:0, 0:3, 2:0) | «Спартак» Москва | Стадион «Динамо», Москва |

| Отчёт                | Отчёт               | Отчёт                          | Отчёт         | Отчёт |
| -------------------- | ------------------- | ------------------------------ | ------------- | ----- |
|                      |                     |                                |               |       |
|                      | ?                   | Вратари                        | Николай Исаев |       |
|                      | Голы:               |                                |               |       |
| Е.Стариков Д.Фёдоров | 0:1 0:2 0:3 1:3 2:3 | А.Сеглин З.Зикмунд (И.Новиков) |               |       |
|                      |                     |                                |               |       |
|                      |                     |                                |               |       |
|                      |                     |                                |               |       |
|                      |                     |                                |               |       |
|                      |                     |                                |               |       |

| 10.02.1948 17:00 | «Крылья Советов» Москва | 4:4 (1:2, 2:0, 1:2) | «Динамо» Рига | Стадион «Динамо», Москва |

| Отчёт             | Отчёт                         | Отчёт                           | Отчёт         | Отчёт |
| ----------------- | ----------------------------- | ------------------------------- | ------------- | ----- |
|                   |                               |                                 |               |       |
|                   | ?                             | Вратари                         | Харий Меллупс |       |
|                   | Голы:                         |                                 |               |       |
| А.Гурышев П.Котов | 0:1 :1 1:2 :2 3:2 3:3 4:3 4:4 | Х.Витолиньш А.Егерс Р.Шульманис |               |       |
|                   |                               |                                 |               |       |
|                   |                               |                                 |               |       |
|                   |                               |                                 |               |       |
|                   |                               |                                 |               |       |
|                   |                               |                                 |               |       |

| 12.02.1948 | «Спартак» Каунас | 0:4 (0:0, 0:2, 0:2) | «Динамо» Таллин | Стадион «Динамо», Москва |

| Отчёт | Отчёт           | Отчёт                               | Отчёт | Отчёт |
| ----- | --------------- | ----------------------------------- | ----- | ----- |
|       |                 |                                     |       |       |
|       |                 |                                     |       |       |
|       | Голы:           |                                     |       |       |
|       | 0:1 0:2 0:3 0:4 | Э.Крее А.Пяллу Ю.Раудсепп Л.Ряммаль |       |       |
|       |                 |                                     |       |       |
|       |                 |                                     |       |       |
|       |                 |                                     |       |       |
|       |                 |                                     |       |       |
|       |                 |                                     |       |       |

| 12.02.1948 | «Дзержинец» Ленинград | 1:13 (1:1, 0:6, 0:6) | «Спартак» Москва | Стадион «Динамо», Москва |

| Отчёт               | Отчёт              | Отчёт                                                                      | Отчёт | Отчёт |
| ------------------- | ------------------ | -------------------------------------------------------------------------- | ----- | ----- |
|                     |                    |                                                                            |       |       |
|                     |                    |                                                                            |       |       |
|                     | Голы:              |                                                                            |       |       |
| Ю.Тарасов (автогол) | 1:0 1:1 1:2 1:3-13 | Ю.Тарасов И.Новиков З.Зикмунд (4), Ю.Тарасов (3), И.Новиков (3), Б.Соколов |       |       |
|                     |                    |                                                                            |       |       |
|                     |                    |                                                                            |       |       |
|                     |                    |                                                                            |       |       |
|                     |                    |                                                                            |       |       |
|                     |                    |                                                                            |       |       |

| 12.02.1948 | «Динамо» Ленинград | 5:1 (2:1, 1:0, 2:0) | «Крылья Советов» Москва | Стадион «Динамо», Москва |

| Отчёт | Отчёт | Отчёт | Отчёт | Отчёт |
| ----- | ----- | ----- | ----- | ----- |
|       |       |       |       |       |
|       |       |       |       |       |
|       |       |       |       |       |
|       |       |       |       |       |
|       |       |       |       |       |
|       |       |       |       |       |
|       |       |       |       |       |
|       |       |       |       |       |
|       |       |       |       |       |

| 12.02.1948 | ЦДКА Москва | 4:1 (2:1, 2:0, 0:0) | «Динамо» Рига | Стадион «Динамо», Москва Зрителей: 7000 |

| Отчёт                                                                                       | Отчёт               | Отчёт                         | Отчёт         | Отчёт                                         |
| ------------------------------------------------------------------------------------------- | ------------------- | ----------------------------- | ------------- | --------------------------------------------- |
|                                                                                             |                     |                               |               |                                               |
|                                                                                             | Григорий Мкртычан   | Вратари                       | Харий Меллупс | Судьи: И.Широков (Москва) В.Моргунов (Москва) |
|                                                                                             | Голы:               |                               |               | Судьи: И.Широков (Москва) В.Моргунов (Москва) |
| Е.Бабич (А.Тарасов, В.Бобров) В.Бобров (мен.) 9' А.Тарасов (В.Бобров, В.Никаноров) В.Бобров | 1:0 2:0 2:1 3:1 4:1 | В.Шульманис (Э.Баурис) (бол.) |               | Судьи: И.Широков (Москва) В.Моргунов (Москва) |
|                                                                                             |                     |                               |               | Судьи: И.Широков (Москва) В.Моргунов (Москва) |
|                                                                                             |                     |                               |               | Судьи: И.Широков (Москва) В.Моргунов (Москва) |
|                                                                                             |                     |                               |               | Судьи: И.Широков (Москва) В.Моргунов (Москва) |
|                                                                                             |                     |                               |               | Судьи: И.Широков (Москва) В.Моргунов (Москва) |
|                                                                                             |                     |                               |               |                                               |

| 13.02.1948 | «Динамо» Ленинград | 8:3 (0:2, 4:1, 4:0) | «Дзержинец» Ленинград | Стадион «Динамо», Москва |

| Отчёт | Отчёт | Отчёт | Отчёт | Отчёт |
| ----- | ----- | ----- | ----- | ----- |
|       |       |       |       |       |
|       |       |       |       |       |
|       |       |       |       |       |
|       |       |       |       |       |
|       |       |       |       |       |
|       |       |       |       |       |
|       |       |       |       |       |
|       |       |       |       |       |
|       |       |       |       |       |

| 14.02.1948 | ВВС МВО Москва | 2:2 (1:1, 1:1, 0:0) | «Спартак» Москва | Стадион «Динамо», Москва Зрителей: 2000 |

| Отчёт     | Отчёт          | Отчёт               | Отчёт          | Отчёт                                    |
| --------- | -------------- | ------------------- | -------------- | ---------------------------------------- |
|           |                |                     |                |                                          |
|           | ?              | Вратари             | Дмитрий Петров | Судьи: С.Савин (Москва) С.Ильин (Москва) |
|           | Голы:          |                     |                | Судьи: С.Савин (Москва) С.Ильин (Москва) |
| А.Моисеев | 1:0 1:1 1:2 :2 | И.Новиков Б.Соколов |                | Судьи: С.Савин (Москва) С.Ильин (Москва) |
|           |                |                     |                | Судьи: С.Савин (Москва) С.Ильин (Москва) |
|           |                |                     |                | Судьи: С.Савин (Москва) С.Ильин (Москва) |
|           |                |                     |                | Судьи: С.Савин (Москва) С.Ильин (Москва) |
|           |                |                     |                | Судьи: С.Савин (Москва) С.Ильин (Москва) |
|           |                |                     |                |                                          |

| 15.02.1948 | «Динамо» Москва | 8:1 (2:0, 2:0, 4:1) | «Спартак» Каунас | Стадион «Динамо», Москва Зрителей: 5000 |

| Отчёт                                     | Отчёт         | Отчёт         | Отчёт | Отчёт                                         |
| ----------------------------------------- | ------------- | ------------- | ----- | --------------------------------------------- |
|                                           |               |               |       |                                               |
|                                           | Павел Забелин | Вратари       | ?     | Судьи: М.Дмитриев (Москва) Н.Усов (Ленинград) |
|                                           | Голы:         |               |       | Судьи: М.Дмитриев (Москва) Н.Усов (Ленинград) |
| В.Трофимов В.Блинков (3), Н.Поставнин (3) | 1:0 2:0 3-8:1 | З.Ганусаускас |       | Судьи: М.Дмитриев (Москва) Н.Усов (Ленинград) |
|                                           |               |               |       | Судьи: М.Дмитриев (Москва) Н.Усов (Ленинград) |
|                                           |               |               |       | Судьи: М.Дмитриев (Москва) Н.Усов (Ленинград) |
|                                           |               |               |       | Судьи: М.Дмитриев (Москва) Н.Усов (Ленинград) |
|                                           |               |               |       | Судьи: М.Дмитриев (Москва) Н.Усов (Ленинград) |
|                                           |               |               |       |                                               |

| 15.02.1948 | «Динамо» Таллин | 0:9 (0:0, 0:5, 0:4) | «Динамо» Рига | Стадион «Динамо», Москва |

| Отчёт | Отчёт                               | Отчёт                                                                                 | Отчёт | Отчёт |
| ----- | ----------------------------------- | ------------------------------------------------------------------------------------- | ----- | ----- |
|       |                                     |                                                                                       |       |       |
|       |                                     |                                                                                       |       |       |
|       | Голы:                               |                                                                                       |       |       |
|       | 0:1 0:2 0:3 0:4 0:5 0:6 0:7 0:8 0:9 | Г.Страупе Х.Витолиньш А.Егерс Э.Клавс Х.Витолиньш В.Шульманис Р.Шульманис Х.Витолиньш |       |       |
|       |                                     |                                                                                       |       |       |
|       |                                     |                                                                                       |       |       |
|       |                                     |                                                                                       |       |       |
|       |                                     |                                                                                       |       |       |
|       |                                     |                                                                                       |       |       |

| 15.02.1948 | ЦДКА Москва | 6:0 (2:0, 2:0, 2:0) | «Динамо» Ленинград | Стадион «Динамо», Москва Зрителей: 15 000 |

| Отчёт              | Отчёт                   | Отчёт   | Отчёт | Отчёт                                         |
| ------------------ | ----------------------- | ------- | ----- | --------------------------------------------- |
|                    |                         |         |       |                                               |
|                    | Григорий Мкртычан       | Вратари | ?     | Судьи: В.Моргунов (Москва) М.Белянин (Москва) |
|                    | Голы:                   |         |       | Судьи: В.Моргунов (Москва) М.Белянин (Москва) |
| А.Тарасов В.Бобров | 1:0 2:0 3:0 4:0 5:0 6:0 |         |       | Судьи: В.Моргунов (Москва) М.Белянин (Москва) |
|                    |                         |         |       | Судьи: В.Моргунов (Москва) М.Белянин (Москва) |
|                    |                         |         |       | Судьи: В.Моргунов (Москва) М.Белянин (Москва) |
|                    |                         |         |       | Судьи: В.Моргунов (Москва) М.Белянин (Москва) |
|                    |                         |         |       | Судьи: В.Моргунов (Москва) М.Белянин (Москва) |
|                    |                         |         |       |                                               |

| 17.02.1948 | «Динамо» Рига | 7:1 (2:0, 2:1, 3:0) | «Спартак» Каунас | Стадион «Динамо», Москва |

| Отчёт | Отчёт | Отчёт | Отчёт | Отчёт |
| ----- | ----- | ----- | ----- | ----- |
|       |       |       |       |       |
|       |       |       |       |       |
|       |       |       |       |       |
|       |       |       |       |       |
|       |       |       |       |       |
|       |       |       |       |       |
|       |       |       |       |       |
|       |       |       |       |       |
|       |       |       |       |       |

| 17.02.1948 | ВВС МВО Москва | 1:1 (1:0, 0:1, 0:0) | «Динамо» Москва | Стадион «Динамо», Москва |

| Отчёт        | Отчёт   | Отчёт      | Отчёт         | Отчёт |
| ------------ | ------- | ---------- | ------------- | ----- |
|              |         |            |               |       |
|              | ?       | Вратари    | Павел Забелин |       |
|              | Голы:   |            |               |       |
| Ю.Жибуртович | 1:0 1:1 | В.Трофимов |               |       |
|              |         |            |               |       |
|              |         |            |               |       |
|              |         |            |               |       |
|              |         |            |               |       |
|              |         |            |               |       |

| 18.02.1948 | «Спартак» Каунас | 4:6 (0:2, 3:1, 1:3) | «Динамо» Ленинград | Стадион «Динамо», Москва |

| Отчёт                                        | Отчёт                                   | Отчёт                                                          | Отчёт | Отчёт |
| -------------------------------------------- | --------------------------------------- | -------------------------------------------------------------- | ----- | ----- |
|                                              |                                         |                                                                |       |       |
|                                              |                                         |                                                                |       |       |
|                                              | Голы:                                   |                                                                |       |       |
| Ю.Пимпис Ю.Пимпис З.Ганусаускас А.Люткявичюс | 0:1 0:2 0:3 1:3 2:3 3:3 4:3 4:4 4:5 4:6 | Д.Фёдоров Е.Стариков А.Викторов А.Викторов Д.Фёдоров Д.Фёдоров |       |       |
|                                              |                                         |                                                                |       |       |
|                                              |                                         |                                                                |       |       |
|                                              |                                         |                                                                |       |       |
|                                              |                                         |                                                                |       |       |
|                                              |                                         |                                                                |       |       |

| 18.02.1948 | «Динамо» Рига | 3:2 (2:1, 1:0, 0:1) | ВВС МВО Москва | Стадион «Динамо», Москва |

| Отчёт                               | Отчёт               | Отчёт                  | Отчёт | Отчёт |
| ----------------------------------- | ------------------- | ---------------------- | ----- | ----- |
|                                     |                     |                        |       |       |
|                                     |                     |                        |       |       |
|                                     | Голы:               |                        |       |       |
| Р.Шульманис Х.Витолиньш Р.Шульманис | 1:0 1:1 2:1 3:1 3:2 | А.Афонькин Е.Н.Воронин |       |       |
|                                     |                     |                        |       |       |
|                                     |                     |                        |       |       |
|                                     |                     |                        |       |       |
|                                     |                     |                        |       |       |
|                                     |                     |                        |       |       |

| 19.02.1948 | «Динамо» Ленинград | 5:5 (2:0, 1:3, 2:2) | ВВС МВО Москва | Стадион «Динамо», Москва |

| Отчёт                                                  | Отчёт                                 | Отчёт                                         | Отчёт | Отчёт |
| ------------------------------------------------------ | ------------------------------------- | --------------------------------------------- | ----- | ----- |
|                                                        |                                       |                                               |       |       |
|                                                        |                                       |                                               |       |       |
|                                                        | Голы:                                 |                                               |       |       |
| А.Викторов Вас.Фёдоров А.Викторов Д.Фёдоров А.Викторов | 1:0 2:0 3:0 3:1 3:2 3:3 3:4 :4 4:5 :5 | А.Моисеев А.Виноградов Ю.Жибуртович А.Моисеев |       |       |
|                                                        |                                       |                                               |       |       |
|                                                        |                                       |                                               |       |       |
|                                                        |                                       |                                               |       |       |
|                                                        |                                       |                                               |       |       |
|                                                        |                                       |                                               |       |       |

| 19.02.1948 | ЦДКА Москва | 5:1 (2:0, 2:1, 1:0) | «Спартак» Каунас | Стадион «Динамо», Москва |

| Отчёт                            | Отчёт           | Отчёт        | Отчёт | Отчёт |
| -------------------------------- | --------------- | ------------ | ----- | ----- |
|                                  |                 |              |       |       |
|                                  | Борис Афанасьев | Вратари      | ?     |       |
|                                  | Голы:           |              |       |       |
| Е.Бабич (3), А.Тарасов, М.Орехов | -               | А.Люткявичюс |       |       |
|                                  |                 |              |       |       |
|                                  |                 |              |       |       |
|                                  |                 |              |       |       |
|                                  |                 |              |       |       |
|                                  |                 |              |       |       |

| 19.02.1948 | «Динамо» Москва | 4:1 (3:0, 1:1, 0:0) | «Динамо» Рига | Стадион «Динамо», Москва |

| Отчёт                                                  | Отчёт               | Отчёт       | Отчёт         | Отчёт |
| ------------------------------------------------------ | ------------------- | ----------- | ------------- | ----- |
|                                                        |                     |             |               |       |
|                                                        | Павел Забелин       | Вратари     | Харий Меллупс |       |
|                                                        | Голы:               |             |               |       |
| М.Петерсонс (автогол) Н.Поставнин В.Блинков В.Трофимов | 1:0 2:0 3:0 3:1 4:1 | Р.Шульманис |               |       |
|                                                        |                     |             |               |       |
|                                                        |                     |             |               |       |
|                                                        |                     |             |               |       |
|                                                        |                     |             |               |       |
|                                                        |                     |             |               |       |

### Лучшие бомбардиры
Всеволод Бобров (ЦДКА) – 52 шайбы 

Иван Новиков («Спартак» М) – 32 шайбы 

Василий Трофимов («Динамо» М) – 32 шайбы 

Зденек Зикмунд («Спартак» М) – 28 шайб 

Роберт Шульманис («Динамо» Рига) – 24 шайбы

### Факты чемпионата

#### Переходы
После прошлого сезона часть игроков сменила клубы:
- из ВВС ушли Анатолий и Юрий Тарасовы, в ЦДКА и «Спартак» соответственно
- из ЦДКА в ВВС перешли Александр Виноградов и Павел Коротков, в «Спартак» перешёл вратарь Дмитрий Петров
- из ленинградского «Динамо» в московское перешёл вратарь Павел Забелин
- из отказавшегося на время от канадского хоккея ленинградского ДО в «Динамо» Ленинград перешёл Сергей Северов, а в «Дзержинец» Алексей Богданов

#### Буллиты
Было назначено по крайней мере 4 штрафных броска:
- 17 декабря Роберт Шульманис обыграл вратаря ВВС Евгения Воронина, но гол не был засчитан
- 21 января Лембит Ряммаль обыграл вратаря «Дзержинца» Николая Финка
- 30 января Евгений Бабич не смог обыграть вратаря московского «Динамо» Павла Забелина
- 6 февраля Всеволод Блинков забил гол «Дзержинцу»

#### Дисквалификация
После матча 1 февраля с «Крыльями Советов», игрок ЦДКА Владимир Меньшиков за удар соперника был дисквалифицирован на один месяц.

#### Переигровка
28 января в Риге прошёл неоднократно откладываемый из-за тёплой погоды матч местного и ленинградского «Динамо». Хозяева победили 2-1, но гости подали протест ввиду плохого качества льда. Результат был аннулирован, в переигровке в Москве 6 февраля команды сыграли вничью 2-2.

#### Результаты матчей
Самые крупные счета были зафиксированы в матчах «Дзержинца» с рижским «Динамо» – 0-16, ЦДКА – 1-15, и московским «Спартаком» – 1-13. Эти же матчи стали самыми результативными. В матче с рижским «Динамо» также был самый результативный период – «Дзержинец» в третьем отрезке матча пропустил 9 безответных шайб.

## Вторая группа
1 января начались игры второго дивизиона. 16 команд из 13 городов были разделены на две зоны: Центральную и РСФСР. Команды, занявшие первые два места в своих зонах, выходили в финальный турнир, победитель которого переходил в Первую группу. Участники играли между собой по два спаренных матча, из экономии проходившихся на площадке одного из соперников.
Из всех команд, опыт игры в хоккей с шайбой имели игроки из Латвии, и часть игроков архангельского «Спартака», выступавших в прошлом сезоне за «Водник».
Состав участников утверждался решением ВСХ, без учёта способности команд подготовиться к новому виду спорта и их желания. Например, спортсмены свердловского «Динамо» (полуфиналиста последнего Кубка СССР, и обладатели кубка РСФСР) узнав, что областной Комитет по делам физкультуры и спорта, по ходатайству тренера команды ОДО, решил включить их клуб в розыгрыш чемпионата по хоккею с шайбой, перестали посещать тренировки.
В результате подготовка и оснащение команд оставляла желать лучшего. Так команда харьковского «Локомотива» перед турниром провела лишь две тренировки, используя экипировку от хоккея с мячом и самодельную шайбу, и впервые взяли в руки настоящие клюшки и увидели шайбу уже прибыв на игры в Москву. Матч первого тура в Архангельске, между местным «Спартаком» и калининградским «Зенитом» был остановлен на 19-й минуте. Гости, прибывшие на игры с шестью клюшками, не смогли продолжить матч, ввиду поломки инвентаря. Проведя ещё 3 игры, подмосковная команда снялась с соревнований.

### Центральная зона
Из-за неравномерного календаря «Спартак», сыгравший больше матчей чем его конкуренты, лидировал до конца чемпионата. Но благодаря победам в последних играх «Буревестник», в итоге проигравший только один матч, занял первое место, а СКИФ сравнялся со «Спартаком», и, несмотря на проигрыш в личных встречах, по соотношению шайб вышел в финальную группу.
Команда харьковского «Локомотива» не прибыла на игры последнего тура в Москву с «Буревестником», ей засчитано 2 технических поражения.
| М | Команда              | 1        | 2         | 3        | 4         | 5        | 6        | 7         | 8         | И  | В  | Н | П  | Ш      | О  |
| - | -------------------- | -------- | --------- | -------- | --------- | -------- | -------- | --------- | --------- | -- | -- | - | -- | ------ | -- |
| 1 | «Буревестник» Москва | -        | 1:2 1:0   | 4:3 6:1  | 6:2 14:4  | 9:1 12:0 | 12:1 8:3 | +:-       | 4:0 4:1   | 14 | 13 | 0 | 1  | 81-18  | 26 |
| 2 | СКИФ Ленинград       | 2:1 0:1  | -         | 1:2 0:2  | 13:2 20:2 | 7:2 6:3  | 2:0 9:3  | 4:1 11:0  | 12:1 17:1 | 14 | 11 | 0 | 3  | 104-21 | 22 |
| 3 | «Спартак» Ленинград  | 3:4 1:6  | 2:1 2:0   | -        | 11:4 4:0  | 2:0 5:0  | 3:2 4:1  | 7:3 1:3   | 5:2 8:1   | 14 | 11 | 0 | 3  | 58-27  | 22 |
| 4 | «Локомотив» Москва   | 2:6 4:14 | 2:13 2:20 | 4:11 0:4 | -         | 6:2      | 8:5 2:3  | 11:2 10:5 | 4:3 5:0   | 14 | 7  | 0 | 7  | 66-90  | 14 |
| 5 | «Даугава» Рига       | 1:9 0:12 | 2:7 3:6   | 0:2 0:5  | 2:6       | -        | 6:1 6:2  | 10:1 5:4  | 5:1 5:0   | 14 | 6  | 0 | 8  | 47-62  | 12 |
| 6 | ГОМЗ Ленинград       | 1:12 3:8 | 0:2 3:9   | 2:3 1:4  | 5:8 3:2   | 1:6 2:6  | -        | 7:4 4:3   | 7:4 2:1   | 14 | 5  | 0 | 9  | 41-72  | 10 |
| 7 | «Локомотив» Харьков  | -:+      | 1:4 0:11  | 3:7 3:1  | 2:11 5:10 | 1:10 4:5 | 4:7 3:4  | -         | 4:2 1:1   | 14 | 2  | 1 | 11 | 31-73  | 5  |
| 8 | «Торпедо» Минск      | 0:4 1:4  | 1:12 1:17 | 2:5 1:8  | 3:4 0:5   | 1:5 0:5  | 4:7 1:2  | 2:4 1:1   | -         | 14 | 0  | 1 | 13 | 18-83  | 1  |

### Зона РСФСР
В зоне РСФСР конкурентной борьбе не получилось, лидеры уральского хоккея с мячом, потеряв лишь одно очко, уверенно заняли первое место. Вторую путёвку в финальную группу, проиграв только победителю, получил «Дзержинец».
| М | Команда                  | 1         | 2         | 3         | 4        | 5         | 6         | 7        | 8       | И                              | В                              | Н                              | П                              | Ш                              | О                              |
| - | ------------------------ | --------- | --------- | --------- | -------- | --------- | --------- | -------- | ------- | ------------------------------ | ------------------------------ | ------------------------------ | ------------------------------ | ------------------------------ | ------------------------------ |
| 1 | «Динамо» Свердловск      | -         | 3:1 4:2   | 4:3 8:2   | 12:0 3:3 | 15:1 10:1 | 26:1 13:3 | 18:0 6:0 |         | 12                             | 11                             | 1                              | 0                              | 122-16                         | 23                             |
| 2 | «Дзержинец» Челябинск    | 1:3 2:4   | -         | 3:1 6:3   | 11:2 7:4 | 10:4 15:4 | 18:2 14:1 | 9:2 4:1  |         | 12                             | 10                             | 0                              | 2                              | 100-31                         | 20                             |
| 3 | «Динамо» МО              | 3:4 2:8   | 1:3 3:6   | -         | 7:5 4:1  | 2:0 2:3   | 12:3 11:1 | 2:0 8:2  |         | 12                             | 7                              | 0                              | 5                              | 57-36                          | 14                             |
| 4 | «Торпедо» Горький        | 0:12 3:3  | 2:11 4:7  | 5:7 1:4   | -        | 7:2 3:3   | 4:2 7:5   | 2:1 3:3  |         | 12                             | 4                              | 3                              | 5                              | 41-60                          | 11                             |
| 5 | «Динамо» Куйбышев        | 1:15 1:10 | 4:10 4:15 | 0:2 3:2   | 2:7 3:3  | -         | 2:3 1:1   | 2:2 5:0  | 3:2 2:0 | 12                             | 2                              | 3                              | 7                              | 28-70                          | 7                              |
| 6 | «Локомотив» Вологда      | 1:26 2:13 | 2:18 1:14 | 3:12 1:11 | 2:4 5:7  | 3:2 1:1   | -         | 1:5 5:4  |         | 12                             | 2                              | 1                              | 9                              | 27-117                         | 5                              |
| 7 | «Спартак» Архангельск    | 0:18 0:6  | 2:9 1:4   | 0:2 2:8   | 1:2 3:3  | 2:2 0:5   | 5:1 4:5   | -        | 5:0 5:2 | 12                             | 1                              | 2                              | 9                              | 20-65                          | 4                              |
| 8 | «Зенит» Калининград (МО) |           |           |           |          | 2:3 0:2   |           | 0:5 2:5  | -       | Команда выбыла из соревнования | Команда выбыла из соревнования | Команда выбыла из соревнования | Команда выбыла из соревнования | Команда выбыла из соревнования | Команда выбыла из соревнования |

### Финальный турнир
Решающие игры прошли 11, 13 и 15 марта на стадионе «Динамо» в Молотове.
Лидеры зональных соревнований на этот раз выступили неудачно, и если «Динамо» в упорной борьбе заняло третье место, то «Буревестник» не смог выиграть ни одного матча.
Победитель определился лишь по соотношению шайб, путёвку в Первую группу получил челябинский «Дзержинец».
| М | Команда               | 1   | 2   | 3   | 4   | И | В | Н | П | Ш     | О |
| - | --------------------- | --- | --- | --- | --- | - | - | - | - | ----- | - |
| 1 | «Дзержинец» Челябинск | -   | 3:2 | 2:3 | 7:4 | 3 | 2 | 0 | 1 | 12-9  | 4 |
| 2 | СКИФ Ленинград        | 2:3 | -   | 5:3 | 4:3 | 3 | 2 | 0 | 1 | 11-9  | 4 |
| 3 | «Динамо» Свердловск   | 3:2 | 3:5 | -   | 8:7 | 3 | 2 | 0 | 1 | 14-14 | 4 |
| 4 | «Буревестник» Москва  | 4:7 | 3:4 | 7:8 | -   | 3 | 0 | 0 | 3 | 14-19 | 0 |